# KHL Medveščak u sezoni 2009./10.
Za KHL Medveščak sezona 2009./10. ujedno je i prva sezona u prestižnoj austrijskoj hokejskoj ligi (EBEL). Primarni cilj kluba bio je osvojiti minimalno osmo mjesto u konačnom ligaškom poretku te na taj način ući u doigravanje. KHL Medveščak preuzeo je ligaško mjesto austrijskog predstavnika HC TWK Innsbruck koji zbog financijskih poteškoća nije bio u mogućnosti nastaviti s daljnjim sudjelovanjem u ligi. Sezona EBEL-a, odnosno njezin regularni dio, počeo je 11. rujna 2009. godine, a završio 19. veljače 2010. godine. Klub je uspio ostvariti svoj primarni cilj, iako je imao i prilika za nešto bolji uspjeh u regularnom dijelu sezone, te je zauzeo toliko željeno osmo mjesto s osvojenih 57 bodova i učinak 16-22-9-7. Nastup u doigravanju momčad je osigurala čak šest kola prije kraja regularnog dijela. U prvom krugu doigravanja, četvrtfinalu, Medvjedi su pobijedili Graz 99erse s 4:2 u seriji. Premijernu sezonu u EBEL-u Medvjedi su okončali u drugom krugu doigravanja, polufinalu, izgubivši od najbogatijeg ligaškog kluba Red Bull Salzburga s 4:1 u seriji.

## Sezonska stanka
Nakon dvije godine teških pregovora KHL Medveščak je 15. svibnja 2009. godine i službeno postao član austrijske hokejaške lige (EBEL). Nakon toga vodstvo kluba krenulo je u dovođenje novih igračkih snaga, ali i novog stručnog stožera. Do početka predsezone, odnosno sezone u klub je došlo preko dvadeset novih igrača. Među prvim pojačanjima bili su Robert Kristan i Andy Sertich. 1. kolovoza 2009. godine Kanađanin Enio Sacilotto službeno je preuzeo trenersko mjesto. Nešto prije njega u stručni stožer kluba na radno mjesto direktora hokejaških operacija došao je američki trener Douglas Bradley iz Jesenica.

## Predsezona
Kao priprema za novi izazov u klupskoj povijesti KHL Medveščak je odigrao osam prijateljskih utakmica od 15. kolovoza do 4. rujna 2009. godine. Iako se igrački kadar još bio slagao, glavni igrači već su bili na raspologanju. Utakmice su igrane samo do kraja regularnog dijela, bez produžetaka i kaznenih udaraca. U osam utakmica KHL Medveščak upisao je dvije pobjede, tri neodlučena ishoda, ali i tri poraza. 'Medvjedi su odmjerili snage s čak šest tada budućih protivnika iz lige, a s Graz 99ersima su igrali dvaput.

### Raspored i rezultati utakmica
Pobjeda      Poraz      Neodlučeno
| # | Datum                 | Domaćin         | Rezultat | Gost                 | Gledatelja | Učinak | Izvještaj |
| 1 | 15. kolovoza 2009.[a] | Medveščak       | 5:3      | Graz 99ers           |            | 1-0-0  | nema      |
| 2 | 17. kolovoza 2009.    | Tilia Olimpija  | 2:2      | Medveščak            | 0[b]       | 1-0-1  | nema      |
| 3 | 21. kolovoza 2009.    | Acroni Jesenice | 0:0      | Medveščak            |            | 1-0-2  | nema      |
| 4 | 24. kolovoza 2009.    | Villacher SV    | 2:2      | Medveščak            |            | 1-0-3  | nema      |
| 5 | 28. kolovoza 2009.    | Alba Volan      | 5:4      | Medveščak            |            | 1-1-3  | nema      |
| 6 | 30. kolovoza 2009.[a] | Medveščak       | 2:4      | Red Orange Pustertal |            | 1-2-3  | nema      |
| 7 | 1. rujna 2009.        | Graz 99ers      | 3:2      | Medveščak            |            | 1-3-3  | nema      |
| 8 | 4. rujna 2009.        | Medveščak       | 3:2      | Pontebba             |            | 2-3-3  | nema      |

- a  Igrano na Velesajmu
- b  Utakmica zatvorena za javnost

## Regularna sezona

### Rujan
U rujnu su Medvjedi odigrali sedam utakmica pri čemu su ostvarili učinak 1-3-2-1 (doma: 1-1-1-1; u gostima: 0-2-1-0) te upisali 7 od mogućih 14 bodova. Omjer golova je bio 15:27. U čak četiri utakmice Medveščak je bio domaćin te ostvario ukupnu posjećenost od 22 500 gledatelja.
 
KHL Medveščak svoju prvu utakmicu prve sezone u EBEL-u odigrao je 11. rujna 2009. godine protiv starih rivala Jesenica. Pred 5 500 gledatelja koji su ispunili Ledenu dvoranu Doma sportova Medvjedi su, nakon produžetaka, uspjeli pobijediti. Prvi gol za Medveščak u EBEL-u upisao je Andy Sertich (gol s igračem manje), a pri tome su prve asistencije upisali Joel Prpic i Luka Žagar. Među brojnim gledateljima bili su prisutni i mnogi predstavnici javnog i političkog života, a među njima bio je i zagrebački gradonačelnik Milan Bandić. Televizijski prijenos odradio je HRT pri čemu je utakmicu komentirao Mićo Dušanović, a voditelj posebne emisije bio je Ivan Blažičko.

Prvu utakmicu u gostima Medvjedi su odigrali u Linzu protiv LIWEST Black Wingsa te ujedno upisali i prvu gostujuću pobjedu, ali tek nakon raspucavanja. Igrač odluke bio je Mike Ouellette koji je postigao gol iz kaznenog udarca.

U trećem rujanskom dvoboju Medveščak je upisao i prvu pobjedu u regularnom dijelu utakmice. Protivnik je bila Tilia Olimpija, a konačan rezultat 1:0. Igrač odluke bio je kapetan Alan Letang koji je 17 sekunda prije kraja utakmice postigao jedini, ali pobjedonosni pogodak.

Nakon tri pobjede u nizu uslijedilo je crno razdoblje za Medvjede. Do kraja mjeseca upisali su tek jedan bod, odnosno, četiri poraza. Prvi poraz u EBEL-u, ujedno i prvi poraz u gostima, zagrebačkoj momčadi nanio je Villacher SV 20. rujna 2009. godine. 22. rujna 2009. godine Medveščak je upisao i prvi domaći poraz, ali tek nakon raspucavanja. Pobjedu je odnijela momčad Graza, a strijelac jedinog kaznenog udarca bio je kapetan Harry Lange. Nakon toga Medvjedi su gostovali kod KAC-a koji ih je uvjerljivo svladao postignuvši sedam, a ne primivši niti jedan pogodak. Utakmicu su obilježili brojni šakački dvoboji te sveukupno 116 kaznenih minuta. Utakmica protiv Vienna Capitalsa predviđena za 27. rujna 2009. godine odigrana je dva dana kasnije zbog nedostupnosti Ledene dvorane Doma sportova. Ni dva dana više odmora nije spasilo momčad od novog poraza.

### Listopad
U listopadu su Medvjedi odigrali dvanaest utakmica pri čemu su ostvarili učinak 4-5-1-2 (doma: 2-3-0-1; u gostima: 2-2-1-1) te upisali 12 od moguća 24 boda. Omjer golova bio je 39:47. Medveščak je šest puta bio domaćin te je pritom ostvario ukupnu posjećenost od 35 200 gledatelja.

Samo dan prije odlaska u goste kod Albe Volan, 1. studenog 2009. godine, KHL Medveščak ostao je bez većeg dijela opreme nakon što je požar poharao svlačionicu u Domu sportova. Požar je prouzrokovalo neugašeno električno sušilo za opremu. Vodstvo EBEL-a nije prihvatilo zamolbu kluba da se odgodi početak ili datum održavanja utakmice. Usprkos nastaloj situaciji, ali i nedostatku nekoliko igrača, momčad je uspjela iščupati jedan bod u regularnom dijelu utakmice protiv Albe Volan iako je u posljednju trećinu ušla s dva gola prednosti. Mađarska momčad iskoristila je igrača više u produžetku te pobijedila. S novim porazom Medvjedi su samo nastavili započeti crni rujanski niz, što se produljilo i na sljedeće dvije utakmice. Protiv Red Bull Salzburga zagrebačka momčad je na svom terenu uspjela uzeti bod, odnosno, izgubiti još jednu utakmicu u produžetku, dok u susretu s Viennom Capitals (u gostima) biva uvjerljivo poražena.

U 25 godina koliko sam u hokeju ovo nisam vidio. Navijači su zaista sjajni i stvaraju nevjerojatnu atmosferu

Niz od čak sedam poraza Medveščak je prekinuo 9. listopada 2009. godine u Jesenicama. John Hečimović postigao je odlučujući pogodak minutu prije kraja regularnog dijela utakmice. Konačan rezultat bio je 3:2 za Medvjede. Pobjeda nad starim slovenskim rivalima nije donijela značajnije promjene. Već u sljedećoj utakmici Medvjedi otvaraju novi niz poraza. Pred domaćom publikom izgubili su od mađarske Albe Volan, što je bio drugi poraz od iste momčadi u samo devet dana. Međutim, Aaron Fox istaknuo se rijetko viđenom majstorijom pri postizanju pogotka. Dva dana kasnije Medveščak je otputovao u Salzburg, ali se tamo nije dobro proveo. Naime, momčad je zabilježila težak poraz primivši čak devet golova u svoju mrežu, a uzvrativši tek s tri gola. Na vratima Medvjeda u toj utakmici branio je Vanja Belić. 16. listopada 2009. godine u goste je došla momčad Linza te odnijela oba boda u regularnom dijelu utakmice. Ni promjena vratara (Belić je zamijenio Kristana) u drugoj trećini nije spasila Medvjede od novog poraza. Linz je slavio s 5:3.

18. listopada počela je tek druga serija od tri pobjede u nizu. Prva žrtva bio je KAC kojeg je Medveščak na svom terenu uvjerljivo svladao s 4:2. Potom su uslijedila dva gostovanja. U prvom gostovanju kod Graz 99ersa zagrebačka momčad u regularnom dijelu odnijela je oba boda pobijedivši 3:2 te time nanijela austrijskoj momčadi prvi poraz u sezoni na domaćem ledu. Ključ pobjede bio je u igri obrane i raspoloženog Roberta Kristana. Treća pobjeda u nizu ostvarena je u drugom gostovanju u Ljubljani protiv Olimpije i to tek nakon raspucavanja. Ouellette i Hečimović postigli su pogotke dok je Kristan obranio dva od tri slovenska kaznena udarca. Kraj listopada Medveščak je okončao s porazom i pobjedom pred dupkom punom Ledenom dvoranom Doma sportova. 27. listopada 2009. godine činilo se da će Villacher SV još jednom teško poraziti Medvjede. Naime, nakon samo 22 minute igre austrijska momčad imala je prednost od 4:0. Međutim, tad su i Medvjedi počeli igrati te postigli tri gola. Jedan od ključnih trenutaka je i nerealizirani kazneni udarac u drugoj trećini od strane Mikea Ouellettea. Iako su pokušavali napraviti pravu malu senzaciju te preokrenuti rezultat, Medvjedi na kraju to nisu uspjeli. Ostalo je 4:3 za goste. Posljednju utakmicu u mjesecu zagrebačka momčad odigrala je protiv KAC-a te upisala drugu pobjedu u nizu u međusobnom srazu pritom postignuvši četiri gola, od toga dva Smythova, a primivši tek jedan.

### Studeni
U studenom su Medvjedi odigrali osam utakmica pri čemu su ostvarili učinak 3-5-0-0 (doma: 2-3-0-0; u gostima: 1-2-0-0) te upisali 9 od mogućih 16 bodova. Omjer golova bio je 21:28. Momčad je odigrala pet utakmica na domaćem ledu te ostvarila ukupnu posjećenost od 28 300 gledatelja. Klub je ujedno i s prvom utakmicom u mjesecu zaključio rekord od 7 000 gledatelja po susretu u tri utakmice u nizu.

Medvjedi su mjesec započeli s porazom i to protiv Graz 99ersa. Austrijska momčad uspjela je u regularnom dijelu utakmice slomiti hrvatskog predstavnika u EBEL-u te odnijela dva boda. Konačan rezultat bio je 3:2. Nakon toga uslijedila je ligaška pauza u trajanju od dvanaest dana.

13. studenog 2009. godine Medveščak je upisao svoj treći poraz u nizu u međusobnim susretima s Albom Volan. Mađarska momčad slavila je s uvjerljivih 6:2. Dva dana kasnije momčad je upisala još jedan poraz, a ovaj put krvnici su bili Jeseničani koji su na svom terenu slavili s 3:1. Počasni pogodak za Medvjede postigao je John Hečimović. Istim rezultatom Medveščak je poražen na svom ledu od strane Red Bull Salzburga te s tom utakmicom ujedno zaključio crnu seriju od četiri poraza u nizu.

20. studenog 2009. godine Medveščak je započeo svoju treću seriju od tri pobjede u nizu. Prva žrtva bila je Vienna Capitals. Medvjedi su bez Marka Lovrenčića i Robbyja Sandrocka, koji su bili ozljeđeni, na svom ledu svladali Bečane s 4:2. Prekretnica utakmice bio je pogodak za 3:2 koji je postigao T. J. Guidarelli na asistenciju kapetana Alana Letanga. Sljedeću pobjedu Medvjedi su ostvarili u gostima kod Villachera. Deset minuta prije kraja regularnog dijela Medveščak je imao povoljan rezultat od 4:2 te je bilo potrebno isto sačuvati. To su i učinili iako su primili i treći pogodak. Najznačajniji doprinos utakmici dao je Guidarelli s pogotkom i dvije asistencije.

Iako je u posljednje dvije utakmice Enio Sacilotto upisao pobjede klub je odlučio promijeniti trenera te je treću pobjedu u nizu ostvario Ted Sator. Svoju premijeru novi trener imao je 27. studenog 2009. godine u Ledenoj dvorani Doma sportova, a gosti su bili LIWEST Black Wings iz Linza. Medvjedi su postigli čak šest golova, ali i primili četiri. Nakon prve trećine gosti su vodili s 2:0, ali su zato Medvjedi na samom početku druge trećine najavili preokret s dva pogotka u razmaku od pola minute. Strijelci su bili Mike Prpich i Andy Sertich.

U posljednjoj utakmici u studenom Medveščak je upisao novi poraz na svom ledu. Ljubljanska Olimpija lako se obračunala s izmorenim Medvjedima te uzela dva boda u regularnom dijelu utakmice. Konačan rezultat bio je 4:1.

### Prosinac
Uz sjajne navijače i odličnu momčad, taj nam posao predstavlja užitak

U prosincu su Medvjedi odigrali deset utakmica pri čemu su ostvarili učinak 4-4-2-0 (doma: 2-1-1-0; u gostima: 2-3-1-0) te upisali 12 od mogućih 20 bodova. Omjer golova bio je 35:31. Momčad je odigrala četiri utakmice na domaćem ledu te ostvarila ukupnu posjećenost od 25 200 gledatelja.

Posljednji mjesec u godini Medvjedi su otvorili s pobjedom protiv LIWEST Black Wingsa 4. prosinca 2009. godine. Konačan rezultat je bio 5:4, a pobjednik je odlučen tek u produžetku. Nije krenulo najbolje, zagrebačka momčad je gubila s čak tri razlike, ali uspjeli su izjednačiti do kraja regularnog dijela utakmice te izboriti produžetak. Čovjek odluke je bio novopridošli Kanađanin Jeff Heerema koji je ujedno postigao i svoj prvi pogodak za Medveščak. Na vratima Medvjeda po prvi u EBEL-u stajao je Gašper Krošelj. Nakon toga, na svom ledu, Medveščak je poražen od Villachera s 4:3 u regularnom dijelu. Iako su Medvjedi cijelu utakmicu imali u svojim rukama ostvarivši prednost od 3:1 austrijska momčad uspjela je već u drugoj trećini preokrenuti i zaključiti rezultat. Potom je zagrebačka momčad imala dva gostovanja. Na svom prvom gostovanju svladali su Graz 99ers s 4:2, što je ujedno bila i druga gostujuća pobjeda nad Grazom. Nakon izjednačenja Graza pobjedu Medvjedima donijeli su Ouellette i Sandrock. Na drugom gostovanju upisan je uvjerljiv poraz. Drugi put u sezoni, na svom terenu, KAC je porazio Medvjede, a konačan rezultat ovaj put bio je 4:1. Jedini pogodak za Medveščak postigao je Hečimović.

Robert Kristan je bio sjajan. On nam daje priliku da dobijemo svaku utakmicu i nikakav se uspjeh ne može promatrati bez njega

13. prosinca 2009. godine zagrebački Medvjedi dotukli su Jesenice sa 7:2. Bila je to druga domaća pobjeda nad slovenskom momčadi, odnosno sveukupno treća u četiri susreta. U uvjerljivoj pobjedi posebno se istaknuo Aaron Fox koji je prvi put ove sezone upisao hat-trick. Na istoj utakmici Chris Powers postigao je svoj prvi pogodak u dresu Medvjeda, ali ujedno i svoj prvi gol u profesionalnoj karijeri. Nakon velike pobjede uslijedio je veliki poraz. Vienna Capitals, na svom terenu, porazila je zagrebačku momčad sa 7:1. Pobjednik je odlučen već u prvoj trećini kad su Capitalsi postignuli čak četiri gola, a vlastitu mrežu uspješno sačuvali. Počasni pogodak za Medvjede postigao je Smyth dvije minute prije kraja utakmice. Novi poraz Medveščak je doživio već u sljedećoj utakmici protiv Red Bull Salzburga koji je na svom terenu slavio s 3:2. Zagrebačka momčad bila je oslabljena za kapetana Alana Letanga, ozljeđenog Robbyja Sandrocka i kažnjenog Conrada Martina.

Ako si ozlijeđen, u redu. Ali ako nisi, onda se digni i nastavi igrati, a ne kao nogometaši: ostati ležati i čekati da sudac sudi.

2009. godinu Medvjedi su završili u pozitivnom ozračju ostvarivši tri pobjede u nizu, od toga dvije na domaćem ledu. Prvu pobjedu upisali su u Ljubljani svladavši Olimpiju s uvjerljivih 5:2. Poluozlijeđeni kapetan Alan Letang imao je svoju večer te je upisao hat-trick, dok su preostala dva gola postigli Aaron Fox i Jeff Heerema. U sljedeće dvije utakmice momčad je napokon upisala prve pobjede protiv Albe Volan i Red Bull Salzburga. U Ledenoj dvorani prvo je gostovao mađarski predstavnik koji je uvjerljivo poražen s 4:1. Bio je to četvrti okršaj Medveščaka i Albe Volan. Utakmica je riješena već u prvih dvadeset minuta, a za to su bili zaslužni strijelci Brad Smyth, Mike Prpich i Joel Prpic. Chris Powers asistencijom je sudjelovao kod prvog pogotka te na taj način upisao i svoju 1. asistenciju u EBEL-u, ali i u profesionalnoj karijeri. U posljednjoj utakmici 2009. godine u Ledenoj dvorani gostovao je Red Bull Salzburg kojeg su Medvjedi napokon pobijedili. Do uspjeha nije bilo lako doći, a odluka je pala tek u produžetku i to pri samom kraju istog. Medveščak je u produžetak ušao oslabljen, odnosno, s igračem manje. Naime, Conrad Martin dobio je isključenje s utakmice 18 sekunda prije kraja regularnog dijela utakmice. Martin je naknadno kažnjen s tri utakmice neigranja. Raspoloženi Robert Kristan izdržao je opsadu gostiju, a pred sam kraj produžetka Joel Prpic uspijeva izaći prema vrataru gostiju te u protunapadu postiže pogodak za pobjedu 3:2.

### Siječanj
U siječnju KHL Medveščak odigrao je dvanaest utakmica pri čemu je ostvario učinak 3-3-4-2 (doma: 2-0-4-1; u gostima: 1-3-0-1) te upisao 16 od moguća 24 boda. Omjer golova bio je 34:34. Momčad je odigrala sedam utakmica na domaćem ledu te ostvarila ukupnu posjećenost od 31 150 gledatelja, odnosno 40 350 gledatelja (uključujući i dvije utakmice odigrane na klizalištu Šalata.

2010. godinu Medvjedi su otvorili s tri uzastopna poraza, odnosno, porazom u regularnom dijelu utakmice te dva poraza u produžetku. Prvu utakmicu igraju 1. siječnja u Beču gdje Vienna Capitals slavi s uvjerljivih 4:1. Boje zagrebačke momčadi branio je Gašper Krošelj. Inače, klub je za tu utakmicu imao tek petnaest igrača na raspolaganju i to ponajviše zbog raznih ozljeda i drugih zdravstevnih problema. Upravo takva situacija pratila je Medvjede tijekom gotovo cijelog mjeseca. Conrad Martin propustio je susret s Capitalsima kao i sljedeća dva ogleda. Naime, disciplinska komisija EBEL-a kaznila ga je s tri utakmice neigranja zbog naleta na Michaela Schiechla u predjelu glave i vrata u utakmici protiv Red Bull Salzburga, odigranoj 29. prosinca 2009. godine. Tako rigoroznu kaznu Martin je dobio s obzirom na to da je već jednom napravio sličan prekršaj.
Sljedeća utakmica ujedno je bila i prva domaća utakmica u 2010. godini. U goste su došli Graz 99ersi, a iz Ledene dvorane Doma sportova otišli su s dva boda. Naime, momčad Graza slavila je s 3:2, ali tek nakon produžetka. Zanimljiv je podatak da je Grazu to bila treća pobjeda u Zagrebu s konačnim ishodom 3:2. Međutim, po jednu pobjedu upisali su u regularnom dijelu utakmice, nakon raspucavanja te u produžetku.

Pokušat ćemo dovesti Sidneya Crosbyja, ali mislim da ga Pittsburgh Penguinsi neće pustiti.

Treći poraz u nizu Medvjedi su upisali 5. siječnja 2010. godine u gostima kod Villacher SV-a. Iako su se dobro držali tijekom cijelog susreta te u regularnom dijelu izvukli bod hokejaši Medveščaka nisu uspjeli uzeti cijeli plijen u produžetku. Naime, Jeff Hereema je dobio dvije kaznene minute te je Villach s igračem više postigao odlučujući pogodak za 4:3. Inače, u istoj utakmici Mike Ouellette zadobio je blaži potres mozga nakon prekršaja Günthera Lanzingera te je morao propustiti sljedeće dvije utakmice. Lanzinger nije dobio nikakvu kaznu za svoj prekršaj, pa čak niti onu naknadnu od disciplinske komisije iako je vodstvo Medveščaka to zatražilo.

Nakon toga Medveščak je čak četiri utakmice za redom igrao na domaćem ledu te pri tome ostvario rekordni niz od četiri uzastopne pobjede, od kojih su dvije ostvarene u regularnom dijelu utakmica, a druge dvije u produžetku, odnosno, nakon raspucavanja. Prva žrtva u nizu bili su stari rivali, ali i stalne mušterije Acroni Jesenice koje su ovaj put dobro se držale te uspjele uzeti bod. Međutim, u produžetku Medvjedi uzimaju oba boda pobijedivši slovensku momčad sa 6:5. Pogodak odluke dao je Smyth, a s tom pobjedom zagrebački klub popeo se na sedmo mjesto u ligaškom poretku. Robby Sandrock nakon dužeg izbivanja s leda zbog ozljede koljena vratio se na led upravo u utakmici s Jesenicama, postignuvši pogodak, ali bila je to i njegova posljednja utakmica u sezoni s obzirom na to da je spomenutu ozljedu obnovio.

10. siječnja 2010. godine u goste Medvjedima došla je ljubljanska Olimpija koja je prvotno trebala biti domaćin utakmice, ali poradi nedostupnosti Ledene dvorane Doma sportova početkom veljače klubovi su se dogovorili za razmjenu domaćinstava. Iako je u Zagreb došla tek s petnaest igrača na raspolaganju Olimpija je pružila dobar otpor, ali igrači Medveščaka uspjeli su odnijeti pobjedu, 3:1, u regularnom dijelu utakmice te dodatno povećati slavlje svoje navijačke skupine Sektor B koja je slavila svoj peti rođendan.

U Pittsburghu nam se zasad ne javljaju na telefon.

Treća žrtva u nizu bio je klagenfurtski KAC koji je 15. siječnja 2010. godine sa zagrebačkog leda otišao bez bodova. Naime, Medvjedi su u regularnom dijelu uspjeli nadjačati austrijsku momčad te su na kraju slavili s 4:2. Ključni doprinos toj pobjedi bio je opet raspoloženi Robert Kristan. Jedan od pogodaka dao je i mladi Rok Jakopič kojem je to bio ujedno i prvi pogodak u dresu Medveščaka.

Posljednu pobjedu u nizu Medvjedi su upisali 17. siječnja 2010. godine protiv Black Wingsa iz Linza. Gosti su mnogo bolje otvorili utakmicu te postignuli dva rana pogotka, ali na samom kraju prve trećine i Medveščak postiže pogodak. Izjednačenje Medveščaku donio je Brad Smyth, ali uz veliku suradnju s Joelom Prpicom. Utakmica je nakon toga otišla u produžetke, ali niti jedna momčad nije uspjela napraviti prevagu pa se odluka morala donijeti raspucavanjem. U raspucavanju Linzovi igrači nisu pronalazili ključ Kristanovih vrata, dok je Medveščaku to uspjelo u petom pokušaju kad je Joel Prpic otključao vrata Alexa Westlunda. S tom pobjedom Medvjedi su uzdrmali svoje konkurente te zauzeli šesto mjesto u ligaškom poretku. Inače, u toj utakmici, nakon samo deset minuta igre, Marko Lovrenčić zadobio je blaži potres mozga nakon prekršaja gostujućeg igrača (koji je prošao nekažnjeno), te je propustio ostatak utakmice, ali i dvije sljedeće.
19. siječnja 2010. godine Alba Volan, na svom ledu, prekinula je pobjednički niz Medvjeda. Mađarski predstavnik slavio je s 3:1, a jedini pogodak za Medveščak postigao je Smyth. Tri dana poslije zagrebačka momčad upisala je još jedan poraz, ovaj put u gostima kod Red Bull Salzburga. Medvjedi su u Salzburg stigli bez nekoliko svojih članova (Blagus, Lovrenčić, Lazić M. Prpich) dok je vrata čuvao Krošelj. Međutim, ni u takvoj situaciji hrvatski predstavnik u EBEL-u nije se lako dao te je Red Bull pobijedio tek s 3:2. 24. siječnja 2010. godine Medvjedi još jednom ranjavaju Jesenice i to na njihovom ledu. Medvjedi su u svakoj trećini postigli po jedan pogodak dok su Jesenice postigle tek utješni pogodak u trećoj trećini. Nakon dužeg vremena postizanju pogodaka vratio se John Hečimović koji je postigao čak dva pogotka.

Neposredno prije posljednjih utakmica u siječnju u klub je došao novi kanadski branič Kenny MacAulay, kao dodatno pojačanje ususret doigravanju. Robby Sandrock je zbog obnavljanja ozljede koljena morao prijevremeno završiti sezonu te je vodstvo kluba privremeno ga maknulo s popisa momčadi što je pak oslobodilo mjesto za MacAulayja.

S obzirom na to da je krajem mjeseca Ledena dvorana Doma sportova bila zauzeta poradi ATP turnira Zagreb Indoors vodstvo kluba, uz odobrenje vodstva EBEL-a, odlučilo se za kratkotrajni povratak u svoj prvotni dom, odnosno, odigravanje dviju utakmica na Šalati. Cjelokupni događaj nosio je naziv Šalata Winter Classic 2010., a osim hokeja posjetiteljima je pružen i prigodni program. Hokejaši Medveščaka su pri tome nosili posebne retro dresove napravljene isključivo za taj događaj. Prve nastupe u dresu zagrebačkog kluba upisao je novopridošli MacAulay. Prva utakmica winter classica na Šalati odigrana je 29. siječnja 2010. godine pri čemu su Medvjedi ugostili Villacher SV. Iako je prva trećina bila bez pogodaka u drugoj se igra pak rasplamsala te su Medvjedi poveli s 2:0. Prvi pogodak postigao je Hečimović te tako ujedno postao i prvi hokejaš koji je postigao pogodak na Šalatinom winter classicu, a pomogao mu je Mike Ouellette svojom asistencijom. Međutim, hokejaši Villacha nisu se predavali te su uspjeli izjednačiti na 2:2 što je ujedno bio i konačan rezultat regularnog dijela utakmice. S obzirom na to da niti jedna momčad nije uspjela postići pogodak u produžetku, iako je bilo prilika, utakmica je odlučena raspucavanjem. Tu je austrijska momčad imala više sreće te je Jean Francois Fortin u šestoj seriji svladao Kristana. Iako su izgubili Medvjedima je i jedan bod bio sasvim dovoljan. Naime, upravo tim osvojenim bodom KHL Medveščak je i matematički osigurao nastup u doigravanju. 31. siječnja 2010. godine odigrana je i druga utakmica pri čemu su gosti bili Vienna Capitals koji su pak došli bez nekoliko igrača, a jedan od njih je i kapetan Darcy Werenka. I opet je prvih dvadeset minuta prošlo bez pogodaka, ali u drugih dvadeset to se promijenilo. Prvi pogodak opet su postigli Medvjedi, odnosno, Mike Prpich na asistenciju Martina i Jakopiča, ali Bečani su odmah uzvratili. Tri minute prije kraja regularnog dijela utakmice činilo se kako će Medveščak još jednom biti poražen od Capitalsa, ali samo 32 sekunde prije konačnog sučevog zvižduka raspoloženi Hečimović izjednačuje na 3:3. Produžetak nije donio pobjednika iako je Jeff Heerema u doslovce posljednjim sekundama imao i više nego izglednu priliku. Oba boda protiv Capitalsa Medvjedi su uzeli nakon raspucavanja. Utakmicu je obilježilo i opće naguravanje i tučnjava nakon druge trećine, a Joel Prpic i Philippe Lakos izdvojili su se iz gužve te odlučili cijelu situaciju riješiti osobno. U kratkoj borbi Prpic je bio uspješniji.

### Veljača
U veljači, posljednjem mjesecu regularnog dijela sezone, Medvjedi su odigrali pet utakmica pri čemu su ostvarili učinak 1-2-1-1 (doma: 0-0-1-0; u gostima: 1-2-0-1) te upisali 5 od mogućih 10 bodova. Omjer golova bio je 16:15. Momčad je odigrala tek jednu utakmicu na domaćem ledu, ujedno i posljednju u sezoni, te ostvarila ukupnu posjećenost od 6 200 gledatelja.

Medvjedi su mjesec otvorili s porazom u Klagenfurtu. Austrijska momčad utakmicu je vrlo brzo uzela pod svoju kontrolu te nakon prvih deset minuta imala dva pogotka prednosti. Vrata Medveščaka branio je Krošelj s obzirom na to da je Kristan dobio utakmicu odmora. KAC je uspio postići još jedan pogodak te je konačni rezultat bio 3:1. Jedini pogodak za Medvjede postigao je Ouellette na asistenciju MacAulayja kojemu je to ujedno bio i prvi bod u EBEL-u.

5. veljače 2010. godine Medveščak je gostovao kod ljubljanske Tilia Olimpije koja se nalazila u financijskoj krizi, a zbog koje je prisilno ostala bez najvažnijih igrača. Fox, Guidarelli i Seeley nisu mogli nastupati zbog lakših ozljeda dok je Sator nastavio odmarati Kristana te je Krošelj opet bio među vratnicama. U dresu Medvjeda iznenadnu priliku dobio je mladi hrvatski reprezentativac Dominik Kanaet koji je svoju priliku i iskoristio na maestralan način. Naime, Kanaet je u prvih deset minuta utakmice postigao dva pogotka (oba puta u suradnji s kapetanom Letangom). U prvoj trećini Olimpija uspjevala parirati raspoloženim Medvjedima, ali u drugoj trećini ipak doživljava potpuni slom, a nije joj pomogla ni promjena vratara. Konačan rezultat postavljen je već pri kraju druge trećine, 7:2, s obzirom na to da su u posljednjih dvadeset minuta mreže mirovale. Dva dana kasnije Medveščak s gostovanja kod Graz 99ersa odnosi tek jedan bod. Medvjedi su nakon samo petnaest sekunda produžetka primili pogodak te izgubili s 4:3. Bio je to ujedno i prvi poraz Medvjeda u Grazu, nakon dvije uzastopne pobjede. Nakon toga usljedila je kraća stanka u EBEL-u zbog reprezentacijskih obveza.

16. veljače 2010. godine Medveščak gostuje u Linzu, što je ujedno i posljednje gostovanje momčadi u regularnom dijelu sezone. Domaćini su utakmicu riješili u samo petnaest minuta postignuvši tri gola, a s obzirom na takav ishod trener zagrebačke momčadi šalje Krošelja među vratnice umjesto Kristana. Nakon toga Medvjedi postižu i jedini pogodak na utakmici. Strijelac je bio Joel Prpic kojeg su proigrali Heerema i Smyth. U preostale dvije trećine mreže su mirovale. Posljednju utakmicu na domaćem ledu, a ujedno i u regularnom dijelu sezone Medvjedi su odigrali 19. veljače 2010. godine protiv mađarskog predstavnika Albe Volan. Pobjednik utakmice odlučen je tek u produžetku; Fox je postigao odlučujući pogodak te je Medveščak slavio s 4:3. S tom pobjedom Medvjedi su zaključili regularni dio sezone i zauzeli priželjkivano osmo mjesto u ukupnom poretku lige.

### Raspored i rezultati utakmica
Pobjeda (2 boda)      Poraz (0 bodova)      Pobjeda nakon produžetaka [PR] / raspucavanja [RSP] (2 boda)      Poraz nakon produžetaka [PR] / raspucavanja [RSP] (1 bod)
| Sezona 2009./10. – 54 utakmica, učinak 16-22-9-7 (Doma: 9-8-6-4, U gostima: 7-14-3-3) | Sezona 2009./10. – 54 utakmica, učinak 16-22-9-7 (Doma: 9-8-6-4, U gostima: 7-14-3-3) | Sezona 2009./10. – 54 utakmica, učinak 16-22-9-7 (Doma: 9-8-6-4, U gostima: 7-14-3-3) | Sezona 2009./10. – 54 utakmica, učinak 16-22-9-7 (Doma: 9-8-6-4, U gostima: 7-14-3-3) | Sezona 2009./10. – 54 utakmica, učinak 16-22-9-7 (Doma: 9-8-6-4, U gostima: 7-14-3-3) | Sezona 2009./10. – 54 utakmica, učinak 16-22-9-7 (Doma: 9-8-6-4, U gostima: 7-14-3-3) | Sezona 2009./10. – 54 utakmica, učinak 16-22-9-7 (Doma: 9-8-6-4, U gostima: 7-14-3-3) | Sezona 2009./10. – 54 utakmica, učinak 16-22-9-7 (Doma: 9-8-6-4, U gostima: 7-14-3-3) | Sezona 2009./10. – 54 utakmica, učinak 16-22-9-7 (Doma: 9-8-6-4, U gostima: 7-14-3-3) | Sezona 2009./10. – 54 utakmica, učinak 16-22-9-7 (Doma: 9-8-6-4, U gostima: 7-14-3-3) | Sezona 2009./10. – 54 utakmica, učinak 16-22-9-7 (Doma: 9-8-6-4, U gostima: 7-14-3-3) | Sezona 2009./10. – 54 utakmica, učinak 16-22-9-7 (Doma: 9-8-6-4, U gostima: 7-14-3-3) |
| ------------------------------------------------------------------------------------- | ------------------------------------------------------------------------------------- | ------------------------------------------------------------------------------------- | ------------------------------------------------------------------------------------- | ------------------------------------------------------------------------------------- | ------------------------------------------------------------------------------------- | ------------------------------------------------------------------------------------- | ------------------------------------------------------------------------------------- | ------------------------------------------------------------------------------------- | ------------------------------------------------------------------------------------- | ------------------------------------------------------------------------------------- | ------------------------------------------------------------------------------------- |
| #                                                                                     | Datum                                                                                 | Domaćin                                                                               | Rezultat                                                                              | Gost                                                                                  | PR                                                                                    | RSP                                                                                   | Gledatelja                                                                            | Učinak                                                                                | Bod                                                                                   | Izvještaj                                                                             | Detalji                                                                               |
| 1                                                                                     | 11. rujna 2009.                                                                       | Medveščak                                                                             | 6:5                                                                                   | Acroni Jesenice                                                                       | PR                                                                                    |                                                                                       | 5 000                                                                                 | 0-0-1-0                                                                               | 2                                                                                     | nema                                                                                  |                                                                                       |
| 2                                                                                     | 13. rujna 2009.                                                                       | LIWEST Black Wings                                                                    | 2:3                                                                                   | Medveščak                                                                             |                                                                                       | RSP                                                                                   | 2 500                                                                                 | 0-0-2-0                                                                               | 4                                                                                     | nema                                                                                  | Arhivirana inačica izvorne stranice od 17. rujna 2009. (Wayback Machine)              |
| 3                                                                                     | 18. rujna 2009.                                                                       | Medveščak                                                                             | 1:0                                                                                   | Tilia Olimpija                                                                        |                                                                                       |                                                                                       | 6 000                                                                                 | 1-0-2-0                                                                               | 6                                                                                     | nema                                                                                  |                                                                                       |
| 4                                                                                     | 20. rujna 2009.                                                                       | Villacher SV                                                                          | 5:1                                                                                   | Medveščak                                                                             |                                                                                       |                                                                                       | 4 200                                                                                 | 1-1-2-0                                                                               | 6                                                                                     | nema                                                                                  | Arhivirana inačica izvorne stranice od 17. listopada 2009. (Wayback Machine)          |
| 5                                                                                     | 22. rujna 2009.                                                                       | Medveščak                                                                             | 2:3                                                                                   | Graz 99ers                                                                            |                                                                                       | RSP                                                                                   | 6 000                                                                                 | 1-1-2-1                                                                               | 7                                                                                     |                                                                                       | Arhivirana inačica izvorne stranice od 24. rujna 2009. (Wayback Machine)              |
| 6                                                                                     | 25. rujna 2009.                                                                       | KAC                                                                                   | 7:0                                                                                   | Medveščak                                                                             |                                                                                       |                                                                                       | 4 453                                                                                 | 1-2-2-1                                                                               | 7                                                                                     |                                                                                       |                                                                                       |
| 7                                                                                     | 29. rujna 2009.[c]                                                                    | Medveščak                                                                             | 2:5                                                                                   | Vienna Capitals                                                                       |                                                                                       |                                                                                       | 5 500                                                                                 | 1-3-2-1                                                                               | 7                                                                                     |                                                                                       | Arhivirana inačica izvorne stranice od 5. listopada 2009. (Wayback Machine)           |
| 8                                                                                     | 2. listopada 2009.                                                                    | Alba Volan                                                                            | 6:5                                                                                   | Medveščak                                                                             | PR                                                                                    |                                                                                       | 3 000                                                                                 | 1-3-2-2                                                                               | 8                                                                                     |                                                                                       | Arhivirana inačica izvorne stranice od 17. listopada 2009. (Wayback Machine)          |
| 9                                                                                     | 4. listopada 2009.                                                                    | Medveščak                                                                             | 4:5                                                                                   | Red Bull Salzburg                                                                     | PR                                                                                    |                                                                                       | 5 200                                                                                 | 1-3-2-3                                                                               | 9                                                                                     |                                                                                       | Arhivirana inačica izvorne stranice od 11. studenoga 2013. (Wayback Machine)          |
| 10                                                                                    | 6. listopada 2009.                                                                    | Vienna Capitals                                                                       | 5:1                                                                                   | Medveščak                                                                             |                                                                                       |                                                                                       | 2 850                                                                                 | 1-4-2-3                                                                               | 9                                                                                     |                                                                                       | Arhivirana inačica izvorne stranice od 8. listopada 2009. (Wayback Machine)           |
| 11                                                                                    | 9. listopada 2009.                                                                    | Acroni Jesenice                                                                       | 2:3                                                                                   | Medveščak                                                                             |                                                                                       |                                                                                       | 2 500                                                                                 | 2-4-2-3                                                                               | 11                                                                                    |                                                                                       | Arhivirana inačica izvorne stranice od 11. studenoga 2013. (Wayback Machine)          |
| 12                                                                                    | 11. listopada 2009.                                                                   | Medveščak                                                                             | 3:4                                                                                   | Alba Volan                                                                            |                                                                                       |                                                                                       | 5 500                                                                                 | 2-5-2-3                                                                               | 11                                                                                    |                                                                                       | Arhivirana inačica izvorne stranice od 15. listopada 2009. (Wayback Machine)          |
| 13                                                                                    | 13. listopada 2009.                                                                   | Red Bull Salzburg                                                                     | 9:3                                                                                   | Medveščak                                                                             |                                                                                       |                                                                                       | 1 400                                                                                 | 2-6-2-3                                                                               | 11                                                                                    |                                                                                       |                                                                                       |
| 14                                                                                    | 16. listopada 2009.                                                                   | Medveščak                                                                             | 3:5                                                                                   | LIWEST Black Wings                                                                    |                                                                                       |                                                                                       | 4 500                                                                                 | 2-7-2-3                                                                               | 11                                                                                    |                                                                                       | Arhivirana inačica izvorne stranice od 11. studenoga 2013. (Wayback Machine)          |
| 15                                                                                    | 18. listopada 2009.                                                                   | Medveščak                                                                             | 4:2                                                                                   | KAC                                                                                   |                                                                                       |                                                                                       | 6 000                                                                                 | 3-7-2-3                                                                               | 13                                                                                    |                                                                                       |                                                                                       |
| 16                                                                                    | 23. listopada 2009.                                                                   | Graz 99ers                                                                            | 2:3                                                                                   | Medveščak                                                                             |                                                                                       |                                                                                       | 2 500                                                                                 | 4-7-2-3                                                                               | 15                                                                                    |                                                                                       | Arhivirana inačica izvorne stranice od 11. studenoga 2013. (Wayback Machine)          |
| 17                                                                                    | 25. listopada 2009.                                                                   | Tilia Olimpija                                                                        | 2:3                                                                                   | Medveščak                                                                             |                                                                                       | RSP                                                                                   | 2 500                                                                                 | 4-7-3-3                                                                               | 17                                                                                    |                                                                                       | Arhivirana inačica izvorne stranice od 28. listopada 2009. (Wayback Machine)          |
| 18                                                                                    | 27. listopada 2009.                                                                   | Medveščak                                                                             | 3:4                                                                                   | Villacher SV                                                                          |                                                                                       |                                                                                       | 7 000                                                                                 | 4-8-3-3                                                                               | 17                                                                                    |                                                                                       |                                                                                       |
| 19                                                                                    | 30. listopada 2009.                                                                   | Medveščak                                                                             | 4:1                                                                                   | KAC                                                                                   |                                                                                       |                                                                                       | 7 000                                                                                 | 5-8-3-3                                                                               | 19                                                                                    |                                                                                       | Arhivirana inačica izvorne stranice od 11. studenoga 2013. (Wayback Machine)          |
| 20                                                                                    | 1. studenog 2009.                                                                     | Medveščak                                                                             | 2:3                                                                                   | Graz 99ers                                                                            |                                                                                       |                                                                                       | 7 000                                                                                 | 5-9-3-3                                                                               | 19                                                                                    |                                                                                       | Arhivirana inačica izvorne stranice od 10. studenoga 2009. (Wayback Machine)          |
| 21                                                                                    | 13. studenog 2009.                                                                    | Alba Volan                                                                            | 6:2                                                                                   | Medveščak                                                                             |                                                                                       |                                                                                       | 3 150                                                                                 | 5-10-3-3                                                                              | 19                                                                                    |                                                                                       | Arhivirana inačica izvorne stranice od 11. studenoga 2013. (Wayback Machine)          |
| 22                                                                                    | 15. studenog 2009.                                                                    | Acroni Jesenice                                                                       | 3:1                                                                                   | Medveščak                                                                             |                                                                                       |                                                                                       | 1 654                                                                                 | 5-11-3-3                                                                              | 19                                                                                    |                                                                                       |                                                                                       |
| 23                                                                                    | 17. studenog 2009.                                                                    | Medveščak                                                                             | 1:3                                                                                   | Red Bull Salzburg                                                                     |                                                                                       |                                                                                       | 5 000                                                                                 | 5-12-3-3                                                                              | 19                                                                                    |                                                                                       | Arhivirana inačica izvorne stranice od 20. studenoga 2009. (Wayback Machine)          |
| 24                                                                                    | 20. studenog 2009.                                                                    | Medveščak                                                                             | 4:2                                                                                   | Vienna Capitals                                                                       |                                                                                       |                                                                                       | 4 800                                                                                 | 6-12-3-3                                                                              | 21                                                                                    |                                                                                       | Arhivirana inačica izvorne stranice od 11. studenoga 2013. (Wayback Machine)          |
| 25                                                                                    | 22. studenog 2009.                                                                    | Villacher SV                                                                          | 3:4                                                                                   | Medveščak                                                                             |                                                                                       |                                                                                       | 3 400                                                                                 | 7-12-3-3                                                                              | 23                                                                                    |                                                                                       | Arhivirana inačica izvorne stranice od 24. studenoga 2009. (Wayback Machine)          |
| 26                                                                                    | 27. studenog 2009.                                                                    | Medveščak                                                                             | 6:4                                                                                   | LIWEST Black Wings                                                                    |                                                                                       |                                                                                       | 5 000                                                                                 | 8-12-3-3                                                                              | 25                                                                                    |                                                                                       | Arhivirana inačica izvorne stranice od 11. studenoga 2013. (Wayback Machine)          |
| 27                                                                                    | 29. studenog 2009.                                                                    | Medveščak                                                                             | 1:4                                                                                   | Tilia Olimpija                                                                        |                                                                                       |                                                                                       | 6 500                                                                                 | 8-13-3-3                                                                              | 25                                                                                    |                                                                                       | Arhivirana inačica izvorne stranice od 3. prosinca 2009. (Wayback Machine)            |
| 28                                                                                    | 4. prosinca 2009.                                                                     | LIWEST Black Wings                                                                    | 4:5                                                                                   | Medveščak                                                                             | PR                                                                                    |                                                                                       | 2 200                                                                                 | 8-13-4-3                                                                              | 27                                                                                    |                                                                                       |                                                                                       |
| 29                                                                                    | 6. prosinca 2009.                                                                     | Medveščak                                                                             | 3:4                                                                                   | Villacher SV                                                                          |                                                                                       |                                                                                       | 6 000                                                                                 | 8-14-4-3                                                                              | 27                                                                                    |                                                                                       | Arhivirana inačica izvorne stranice od 11. studenoga 2013. (Wayback Machine)          |
| 30                                                                                    | 8. prosinca 2009.                                                                     | Grazz 99ers                                                                           | 2:4                                                                                   | Medveščak                                                                             |                                                                                       |                                                                                       | 1 700                                                                                 | 9-14-4-3                                                                              | 29                                                                                    |                                                                                       | Arhivirana inačica izvorne stranice od 11. studenoga 2013. (Wayback Machine)          |
| 31                                                                                    | 11. prosinca 2009.                                                                    | KAC                                                                                   | 4:1                                                                                   | Medveščak                                                                             |                                                                                       |                                                                                       | 3 781                                                                                 | 9-15-4-3                                                                              | 29                                                                                    |                                                                                       | Arhivirana inačica izvorne stranice od 11. studenoga 2013. (Wayback Machine)          |
| 32                                                                                    | 13. prosinca 2009.                                                                    | Medveščak                                                                             | 7:2                                                                                   | Acroni Jesenice                                                                       |                                                                                       |                                                                                       | 7 000                                                                                 | 10-15-4-3                                                                             | 31                                                                                    |                                                                                       | Arhivirana inačica izvorne stranice od 15. prosinca 2009. (Wayback Machine)           |
| 33                                                                                    | 18. prosinca 2009.                                                                    | Vienna Capitals                                                                       | 7:1                                                                                   | Medveščak                                                                             |                                                                                       |                                                                                       | 3 650                                                                                 | 10-16-4-3                                                                             | 31                                                                                    |                                                                                       | Arhivirana inačica izvorne stranice od 11. studenoga 2013. (Wayback Machine)          |
| 34                                                                                    | 20. prosinca 2009.                                                                    | Red Bull Salzburg                                                                     | 3:2                                                                                   | Medveščak                                                                             |                                                                                       |                                                                                       | 1 830                                                                                 | 10-17-4-3                                                                             | 31                                                                                    |                                                                                       | Arhivirana inačica izvorne stranice od 11. studenoga 2013. (Wayback Machine)          |
| 35                                                                                    | 22. prosinca 2009.                                                                    | Tilia Olimpija                                                                        | 2:5                                                                                   | Medveščak                                                                             |                                                                                       |                                                                                       | 4 000                                                                                 | 11-17-4-3                                                                             | 33                                                                                    |                                                                                       |                                                                                       |
| 36                                                                                    | 27. prosinca 2009.                                                                    | Medveščak                                                                             | 4:1                                                                                   | Alba Volan                                                                            |                                                                                       |                                                                                       | 6 200                                                                                 | 12-17-4-3                                                                             | 35                                                                                    |                                                                                       | Arhivirana inačica izvorne stranice od 11. studenoga 2013. (Wayback Machine)          |
| 37                                                                                    | 29. prosinca 2009.                                                                    | Medveščak                                                                             | 3:2                                                                                   | Red Bull Salzburg                                                                     | PR                                                                                    |                                                                                       | 6 000                                                                                 | 12-17-5-3                                                                             | 37                                                                                    |                                                                                       | Arhivirana inačica izvorne stranice od 15. siječnja 2010. (Wayback Machine)           |
| 38                                                                                    | 1. siječnja 2010.                                                                     | Vienna Capitals                                                                       | 4:1                                                                                   | Medveščak                                                                             |                                                                                       |                                                                                       | 4 200                                                                                 | 12-18-5-3                                                                             | 37                                                                                    |                                                                                       | Arhivirana inačica izvorne stranice od 11. studenoga 2013. (Wayback Machine)          |
| 39                                                                                    | 3. siječnja 2010.                                                                     | Medveščak                                                                             | 2:3                                                                                   | Graz 99ers                                                                            | PR                                                                                    |                                                                                       | 6 200                                                                                 | 12-18-5-4                                                                             | 38                                                                                    |                                                                                       | Arhivirana inačica izvorne stranice od 18. siječnja 2010. (Wayback Machine)           |
| 40                                                                                    | 5. siječnja 2010.                                                                     | Villacher SV                                                                          | 4:3                                                                                   | Medveščak                                                                             | PR                                                                                    |                                                                                       | 3 600                                                                                 | 12-18-5-5                                                                             | 39                                                                                    |                                                                                       | Arhivirana inačica izvorne stranice od 8. siječnja 2010. (Wayback Machine)            |
| 41                                                                                    | 8. siječnja 2010.                                                                     | Medveščak                                                                             | 6:5                                                                                   | Acroni Jesenice                                                                       | PR                                                                                    |                                                                                       | 6 200                                                                                 | 12-18-6-5                                                                             | 41                                                                                    |                                                                                       | Arhivirana inačica izvorne stranice od 11. studenoga 2013. (Wayback Machine)          |
| 42                                                                                    | 10. siječnja 2010.[d]                                                                 | Medveščak                                                                             | 3:1                                                                                   | Tilia Olimpija                                                                        |                                                                                       |                                                                                       | 6 200                                                                                 | 13-18-6-5                                                                             | 43                                                                                    |                                                                                       | Arhivirana inačica izvorne stranice od 11. studenoga 2013. (Wayback Machine)          |
| 43                                                                                    | 15. siječnja 2010.                                                                    | Medveščak                                                                             | 4:2                                                                                   | KAC                                                                                   |                                                                                       |                                                                                       | 6 200                                                                                 | 14-18-6-5                                                                             | 45                                                                                    |                                                                                       | Arhivirana inačica izvorne stranice od 11. studenoga 2013. (Wayback Machine)          |
| 44                                                                                    | 17. siječnja 2010.                                                                    | Medveščak                                                                             | 3:2                                                                                   | LIWEST Black Wings                                                                    |                                                                                       | RSP                                                                                   | 6 350                                                                                 | 14-18-7-5                                                                             | 47                                                                                    |                                                                                       | Arhivirana inačica izvorne stranice od 11. studenoga 2013. (Wayback Machine)          |
| 45                                                                                    | 19. siječnja 2010.                                                                    | Alba Volan                                                                            | 3:1                                                                                   | Medveščak                                                                             |                                                                                       |                                                                                       | 3 000                                                                                 | 14-19-7-5                                                                             | 47                                                                                    |                                                                                       | Arhivirana inačica izvorne stranice od 11. studenoga 2013. (Wayback Machine)          |
| 46                                                                                    | 22. siječnja 2010.                                                                    | Red Bull Salzburg                                                                     | 3:2                                                                                   | Medveščak                                                                             |                                                                                       |                                                                                       | 2 300                                                                                 | 14-20-7-5                                                                             | 47                                                                                    |                                                                                       |                                                                                       |
| 47                                                                                    | 24. siječnja 2010.                                                                    | Acroni Jesenice                                                                       | 1:3                                                                                   | Medveščak                                                                             |                                                                                       |                                                                                       | 2 000                                                                                 | 15-20-7-5                                                                             | 49                                                                                    |                                                                                       | Arhivirana inačica izvorne stranice od 27. siječnja 2010. (Wayback Machine)           |
| 48                                                                                    | 29. siječnja 2010.[e]                                                                 | Medveščak                                                                             | 2:3                                                                                   | Villacher SV                                                                          |                                                                                       | RSP                                                                                   | 4 600                                                                                 | 15-20-7-6                                                                             | 50                                                                                    |                                                                                       | Arhivirana inačica izvorne stranice od 2. veljače 2010. (Wayback Machine)             |
| 49                                                                                    | 31. siječnja 2010.[f]                                                                 | Medveščak                                                                             | 4:3                                                                                   | Vienna Capitals                                                                       |                                                                                       | RSP                                                                                   | 4 600                                                                                 | 15-20-8-6                                                                             | 52                                                                                    |                                                                                       | Arhivirana inačica izvorne stranice od 4. veljače 2010. (Wayback Machine)             |
| 50                                                                                    | 2. veljače 2010.                                                                      | KAC                                                                                   | 3:1                                                                                   | Medveščak                                                                             |                                                                                       |                                                                                       | 3 520                                                                                 | 15-21-8-6                                                                             | 52                                                                                    |                                                                                       |                                                                                       |
| 51                                                                                    | 5. veljače 2010.[d]                                                                   | Tilia Olimpija                                                                        | 2:7                                                                                   | Medveščak                                                                             |                                                                                       |                                                                                       | 1 600                                                                                 | 16-21-8-6                                                                             | 54                                                                                    |                                                                                       | Arhivirana inačica izvorne stranice od 9. veljače 2010. (Wayback Machine)             |
| 52                                                                                    | 7. veljače 2010.                                                                      | Graz 99ers                                                                            | 4:3                                                                                   | Medveščak                                                                             | PR                                                                                    |                                                                                       | 1 700                                                                                 | 16-21-8-7                                                                             | 55                                                                                    |                                                                                       |                                                                                       |
| 53                                                                                    | 16. veljače 2010.                                                                     | LIWEST Black Wings                                                                    | 3:1                                                                                   | Medveščak                                                                             |                                                                                       |                                                                                       | 2 300                                                                                 | 16-22-8-7                                                                             | 55                                                                                    |                                                                                       | Arhivirana inačica izvorne stranice od 28. veljače 2010. (Wayback Machine)            |
| 54                                                                                    | 19. veljače 2010.                                                                     | Medveščak                                                                             | 4:3                                                                                   | Alba Volan                                                                            | PR                                                                                    |                                                                                       | 6 200                                                                                 | 16-22-9-7                                                                             | 57                                                                                    |                                                                                       | Arhivirana inačica izvorne stranice od 28. veljače 2010. (Wayback Machine)            |

- c  Prvotni datum odigravanja utakmice je bio 27. rujna 2009. Zbog nedostupnosti Ledene dvorane Doma sportova utakmica je odigrana dva dana kasnije.
- d , Klubovi zamijenili domaćinstva zbog nedostupnosti Ledene dvorane Doma sportova 5. veljače 2010. godine poradi teniskog turnira Zagreb Indoors.
- e , f  Utakmice preseljene na klizalište Šalata zbog nedostupnosti Ledene dvorane Doma sportova poradi teniskog turnira Zagreb Indoors.[78]

### Ljestvica lige
Ažurirano 20. veljače 2010.

Bilješka: OU = odigrane utakmice, P = pobjeda, I = poraz (izgubljeno), PPR = pobjeda u produžetku, IPR = poraz u produžetku, PRSP = pobjeda nakon raspucavanja, IRSP = poraz nakon raspucavanja, P% = postotak (svih) pobjeda, G+ = postignuti golovi, G- = primljeni golovi, GR = gol-razlika, PG+PU = prosjek postignutih golova po utakmici, PG-PU = prosjek primljenih golova po utakmici

#### Ukupni poredak
| #   | Klub                   | OU | P  | I  | PPR | IPR | PRSP | IRSP | P%    | G+  | G-  | GR  | PG+PU | PG-PU | Bod |
| --- | ---------------------- | -- | -- | -- | --- | --- | ---- | ---- | ----- | --- | --- | --- | ----- | ----- | --- |
| 1.  | Graz 99ers             | 54 | 30 | 13 | 3   | 2   | 3    | 3    | 66.67 | 197 | 132 | 65  | 3.65  | 2.44  | 77  |
| 2.  | EC Red Bull Salzburg   | 54 | 27 | 16 | 5   | 4   | 1    | 1    | 61.11 | 203 | 158 | 45  | 3.76  | 2.93  | 71  |
| 3.  | Vienna Capitals        | 54 | 26 | 17 | 5   | 3   | 2    | 1    | 61.11 | 193 | 156 | 37  | 3.57  | 2.89  | 70  |
| 4.  | EHC LIWEST Black Wings | 54 | 28 | 15 | 0   | 2   | 2    | 7    | 55.56 | 176 | 150 | 26  | 3.26  | 2.78  | 69  |
| 5.  | EC VSV                 | 54 | 24 | 23 | 3   | 1   | 2    | 1    | 53.70 | 162 | 174 | -12 | 3.00  | 3.22  | 60  |
| 6.  | Alba Volán             | 54 | 20 | 22 | 2   | 7   | 3    | 0    | 46.30 | 165 | 184 | -19 | 3.06  | 3.41  | 57  |
| 7.  | EC KAC                 | 54 | 20 | 24 | 3   | 1   | 4    | 2    | 50.00 | 166 | 159 | 7   | 3.07  | 2.94  | 57  |
| 8.  | KHL Medveščak          | 54 | 16 | 22 | 5   | 5   | 4    | 2    | 46.30 | 160 | 182 | -22 | 2.96  | 3.37  | 57  |
|     |                        |    |    |    |     |     |      |      |       |     |     |     |       |       |     |
| 9.  | HK Acroni Jesenice     | 54 | 10 | 31 | 4   | 3   | 2    | 4    | 29.63 | 148 | 205 | -57 | 2.74  | 3.80  | 39  |
| 10. | HDD Tilia Olimpija     | 54 | 15 | 33 | 1   | 3   | 0    | 2    | 29.62 | 141 | 211 | -70 | 2.61  | 3.91  | 37  |

#### Domaći poredak
| #   | Klub                   | OU | P  | I  | PPR | IPR | PRSP | IRSP | P%    | G+  | G- | GR  | PG+PU | PG-PU | Bod |
| --- | ---------------------- | -- | -- | -- | --- | --- | ---- | ---- | ----- | --- | -- | --- | ----- | ----- | --- |
| 1.  | Graz 99ers             | 27 | 18 | 4  | 2   | 0   | 1    | 2    | 85.19 | 111 | 60 | 51  | 4.11  | 2.22  | 44  |
| 2.  | Alba Volán             | 27 | 15 | 5  | 2   | 2   | 3    | 0    | 74.07 | 102 | 80 | 22  | 3.78  | 2.96  | 42  |
| 3.  | Vienna Capitals        | 27 | 16 | 6  | 3   | 1   | 1    | 0    | 74.07 | 105 | 67 | 38  | 3.89  | 2.48  | 41  |
| 4.  | EC Red Bull Salzburg   | 27 | 16 | 6  | 3   | 1   | 0    | 1    | 70.37 | 111 | 68 | 43  | 4.11  | 2.52  | 40  |
| 5.  | EHC LIWEST Black Wings | 27 | 16 | 5  | 0   | 2   | 1    | 3    | 62.96 | 87  | 65 | 22  | 3.22  | 2.41  | 39  |
| 6.  | EC KAC                 | 27 | 13 | 7  | 2   | 1   | 3    | 1    | 66.67 | 96  | 66 | 30  | 3.56  | 2.44  | 38  |
| 7.  | EC VSV                 | 27 | 15 | 8  | 3   | 1   | 0    | 0    | 66.67 | 95  | 80 | 15  | 3.52  | 2.96  | 37  |
| 8.  | KHL Medveščak          | 27 | 9  | 8  | 4   | 2   | 2    | 2    | 55.56 | 91  | 81 | 10  | 3.37  | 3.00  | 34  |
| 9.  | HDD Tilia Olimpija     | 27 | 13 | 11 | 0   | 1   | 0    | 2    | 48.15 | 78  | 90 | -12 | 2.89  | 3.33  | 29  |
| 10. | HK Acroni Jesenice     | 27 | 10 | 15 | 1   | 0   | 0    | 1    | 40.74 | 85  | 93 | -8  | 3.15  | 3.44  | 23  |

#### Gostujući poredak
| #   | Klub                   | OU | P  | I  | PPR | IPR | PRSP | IRSP | P%    | G+ | G-  | GR  | PG+PU | PG-PU | Bod |
| --- | ---------------------- | -- | -- | -- | --- | --- | ---- | ---- | ----- | -- | --- | --- | ----- | ----- | --- |
| 1.  | Graz 99ers             | 27 | 12 | 9  | 1   | 2   | 2    | 1    | 55.56 | 86 | 72  | 14  | 3.19  | 2.67  | 33  |
| 2.  | EC Red Bull Salzburg   | 27 | 11 | 10 | 2   | 3   | 1    | 0    | 51.85 | 92 | 90  | 2   | 3.41  | 3.33  | 31  |
| 3.  | EHC LIWEST Black Wings | 27 | 12 | 10 | 0   | 0   | 1    | 4    | 48.15 | 89 | 85  | 4   | 3.30  | 3.15  | 30  |
| 4.  | Vienna Capitals        | 27 | 10 | 11 | 2   | 2   | 1    | 1    | 48.15 | 88 | 89  | -1  | 3.26  | 3.30  | 29  |
| 5.  | EC VSV                 | 27 | 9  | 15 | 0   | 0   | 2    | 1    | 40.74 | 67 | 94  | -27 | 2.48  | 3.48  | 23  |
| 6.  | KHL Medveščak          | 27 | 7  | 14 | 1   | 3   | 2    | 0    | 37.03 | 69 | 101 | -32 | 2.56  | 3.74  | 23  |
| 7.  | EC KAC                 | 27 | 7  | 17 | 1   | 0   | 1    | 1    | 33.33 | 70 | 93  | -23 | 2.59  | 3.44  | 19  |
| 8.  | HK Acroni Jesenice     | 27 | 0  | 16 | 3   | 3   | 2    | 3    | 18.52 | 63 | 112 | -49 | 2.33  | 4.15  | 16  |
| 9.  | Alba Volán             | 27 | 5  | 17 | 0   | 5   | 0    | 0    | 18.52 | 63 | 104 | -41 | 2.33  | 3.85  | 15  |
| 10. | HDD Tilia Olimpija     | 27 | 2  | 22 | 1   | 2   | 0    | 0    | 11.11 | 63 | 121 | -58 | 2.33  | 4.48  | 8   |

### Omjeri
Ažurirano 20. veljače 2010.

Podaci se odnose samo na učinak Medveščaka u međusobnim susretima s ligaškim protivnicima.

#### Ukupni omjeri
| Klub                   | OU | P | I | PPR | IPR | PRSP | IRSP | P%    | G+ | G- | GR  | PG+PU | PG-PU | Bod |
| ---------------------- | -- | - | - | --- | --- | ---- | ---- | ----- | -- | -- | --- | ----- | ----- | --- |
| Graz 99ers             | 6  | 2 | 1 | 0   | 2   | 0    | 1    | 33.33 | 16 | 17 | -1  | 2.67  | 2.83  | 7   |
| EC KAC                 | 6  | 3 | 3 | 0   | 0   | 0    | 0    | 50.00 | 14 | 19 | -5  | 2.33  | 3.16  | 6   |
| EHC LIWEST Black Wings | 6  | 1 | 2 | 1   | 0   | 2    | 0    | 66.67 | 21 | 20 | 1   | 3.50  | 3.33  | 8   |
| EC Red Bull Salzburg   | 6  | 0 | 4 | 1   | 1   | 0    | 0    | 16.66 | 15 | 24 | -9  | 2.50  | 4.00  | 3   |
| Vienna Capitals        | 6  | 1 | 4 | 0   | 0   | 1    | 0    | 33.33 | 13 | 26 | -13 | 2.16  | 4.33  | 4   |
| EC VSV                 | 6  | 1 | 3 | 0   | 1   | 0    | 1    | 16.66 | 16 | 23 | -7  | 2.66  | 3.83  | 4   |
| Alba Volán             | 6  | 1 | 3 | 1   | 1   | 0    | 0    | 33.33 | 19 | 23 | -4  | 3.17  | 3.83  | 5   |
| HK Acroni Jesenice     | 6  | 3 | 1 | 2   | 0   | 0    | 0    | 83.33 | 26 | 18 | 8   | 4.33  | 3.00  | 10  |
| HDD Tilia Olimpija     | 6  | 4 | 1 | 0   | 0   | 1    | 0    | 83.33 | 20 | 11 | 9   | 3.33  | 1.83  | 10  |

#### Domaći omjeri
| Klub                   | OU | P | I | PPR | IPR | PRSP | IRSP | P%     | G+ | G- | GR | PG+PU | PG-PU | Bod |
| ---------------------- | -- | - | - | --- | --- | ---- | ---- | ------ | -- | -- | -- | ----- | ----- | --- |
| Graz 99ers             | 3  | 0 | 1 | 0   | 1   | 0    | 1    | 0.00   | 6  | 9  | -3 | 2.00  | 3.00  | 2   |
| EC KAC                 | 3  | 3 | 0 | 0   | 0   | 0    | 0    | 100.00 | 12 | 5  | 7  | 4.00  | 1.66  | 6   |
| EHC LIWEST Black Wings | 3  | 1 | 1 | 0   | 0   | 1    | 0    | 66.67  | 12 | 11 | 1  | 4.00  | 3.66  | 4   |
| EC Red Bull Salzburg   | 3  | 0 | 1 | 1   | 1   | 0    | 0    | 33.33  | 8  | 10 | -2 | 2.66  | 3.33  | 3   |
| Vienna Capitals        | 3  | 1 | 1 | 0   | 0   | 1    | 0    | 66.67  | 10 | 10 | 0  | 3.33  | 3.33  | 4   |
| EC VSV                 | 3  | 0 | 2 | 0   | 0   | 0    | 1    | 0.00   | 8  | 11 | -3 | 2.67  | 3.67  | 1   |
| Alba Volán             | 3  | 1 | 1 | 1   | 0   | 0    | 0    | 66.67  | 11 | 8  | 3  | 3.67  | 2.67  | 4   |
| HK Acroni Jesenice     | 3  | 1 | 0 | 2   | 0   | 0    | 0    | 100.00 | 19 | 12 | 7  | 6.33  | 4.00  | 6   |
| HDD Tilia Olimpija     | 3  | 2 | 1 | 0   | 0   | 0    | 0    | 66.67  | 5  | 5  | 0  | 1.67  | 1.67  | 4   |

#### Gostujući omjeri
| Klub                   | OU | P | I | PPR | IPR | PRSP | IRSP | P%     | G+ | G- | GR  | PG+PU | PG-PU | Bod |
| ---------------------- | -- | - | - | --- | --- | ---- | ---- | ------ | -- | -- | --- | ----- | ----- | --- |
| Graz 99ers             | 3  | 2 | 0 | 0   | 1   | 0    | 0    | 66.67  | 10 | 8  | 2   | 3.33  | 2.67  | 5   |
| EC KAC                 | 3  | 0 | 3 | 0   | 0   | 0    | 0    | 0.00   | 2  | 14 | -12 | 0.67  | 4.67  | 0   |
| EHC LIWEST Black Wings | 3  | 0 | 1 | 1   | 0   | 1    | 0    | 66.67  | 9  | 9  | 0   | 3.00  | 3.00  | 4   |
| EC Red Bull Salzburg   | 3  | 0 | 3 | 0   | 0   | 0    | 0    | 0.00   | 7  | 14 | -7  | 2.33  | 4.67  | 0   |
| Vienna Capitals        | 3  | 0 | 3 | 0   | 0   | 0    | 0    | 0.00   | 3  | 16 | -13 | 1.00  | 5.33  | 0   |
| EC VSV                 | 3  | 1 | 1 | 0   | 1   | 0    | 0    | 33.33  | 8  | 12 | -4  | 2.66  | 4.00  | 3   |
| Alba Volán             | 3  | 0 | 2 | 0   | 1   | 0    | 0    | 0.00   | 8  | 15 | -7  | 2.67  | 5.00  | 1   |
| HK Acroni Jesenice     | 3  | 2 | 1 | 0   | 0   | 0    | 0    | 66.67  | 7  | 6  | 1   | 2.33  | 2.00  | 4   |
| HDD Tilia Olimpija     | 3  | 2 | 0 | 0   | 0   | 1    | 0    | 100.00 | 15 | 6  | 9   | 5.00  | 2.00  | 6   |

## Doigravanje
Primarni cilj KHL Medveščaka bio je ulazak u doigravanje, a za to je bilo potrebno osigurati najmanje osmo mjesto u konačnom ligaškom poretku. Medvjedi su uspjeli ostvariti zadani cilj i to čak šest kola prije samog kraja regularnog dijela sezone. Naime, 29. siječnja 2010. godine, u prvoj utakmici winter classica na Šalati, zagrebačka momčad uspjela je protiv Villacher SV-a izvući jedan bod izgubivši tek nakon raspucavanja. Tek nakon posljednje utakmice u regularnom dijelu sezone, 19. veljače 2010. godine, Medveščak je saznao svog protivnika u prvom krugu doigravanja, četvrtfinalu. Potvrdivši tad osmo mjesto u ukupnom poretku lige Medvjedi su, shodno pravilima, dobili prvoplasiranu momčad lige, a to su bili Graz 99ersi.

Iako je u četvrtfinale ušao loše te gubio s 2:0 Medveščak je na kraju preokrenuo seriju i slavio s 4:2. U polufinalu Medvjedi su igrali protiv Red Bull Salzburga pri čemu su upisali tek jednu pobjedu. Nakon pet odigranih utakmica, s rezultatom serije 1:4, Medveščak je završio cjelokupnu sezonu.

### Četvrtfinale
U četvrtfinalu, prvom krugu doigravanja, Medvjedi su protiv Graz 99ersa odigrali šest utakmica pri čemu je ukupan rezultat serije bio 4:2 (doma: 2:1, u gostima: 2:1). Omjer golova bio je 19:15. Zagrebačka momčad odigrala je tri utakmice na domaćem ledu te ostvarila ukupno posjećenost od 19 700 gledatelja. Medvjedi su u doigravanje ušli loše upisavši dva poraza u nizu, ali potom vrše preokret te upisuju četiri pobjede u nizu što im donosi ukupnu pobjedu od 4:2 u seriji, odnosno, prolazak u polufinale.

Prva utakmica: Svoju prvu utakmicu u doigravanju EBEL-a KHL Medveščak odigrao je 21. veljače 2010. godine u gostima. Medvjedi su poveli s 1:0 u prvoj trećini nakon greške domaćeg vratara Sebastiana Charpentiera koju je iskoristio John Hečimović. Brojna isključenja obilježila su pak drugu trećinu utakmice, ali samo su Graz 99ersi tek jednom iskoristili prednost igre s igračem više. Naime, nakon isključenja Chrisa Powersa austrijska momčad izjednačuje rezultat preko Nicka Kuipera. Medveščak, s druge strane, nije iskoristio četiri minute prednosti s igračem više, ali se dvije minute uspješno obranio s dva igrača manje pred kraj trećine. Dominacija domaćina nastavila se i u posljednjoj trećini, a šest minuta prije kraja regularnog dijela utakmice Jean Phillipe Pare postiže pogodak za vodstvo Graza od 2:1. Do kraja utakmice nanizale su se nove kaznene minute za obje momčadi, ali promjene rezultata nije bilo iako su Medvjedi imali prilika.
Druga utakmica: Prvu utakmicu u doigravanju EBEL-a na svom ledu Medvjedi su odigrali 23. veljače 2010. godine. Zagrebačka momčad, već u prvoj trećini, uspijeva povesti 2:0 pogocima Mikea Ouelletea i kapetana Alana Letanga. Međutim, Graz 99ers smanjuje na 2:1 preko Warrena Norrisa nakon pogreške Medvjeda. U drugu trećinu gosti su ušli odlučnije dok su domaćini nastavili s učestalim pogreškama u igri. Jedna od grešaka bila je i situacija s previše igrača na ledu koju su Medvjedi platili isključenjem Brada Smytha, ali i primljenim pogotkom. Naime, Grazeri su uspjeli izjednačiti rezultat pogotkom Jean-Phillipea Parea. U posljednjoj trećini 99ersi uvjerljivo preokreću utakmicu, a upravo je Pare zaslužan za to. Nakon toga pogotke za Graz postižu i Greg Day i Warren Norris dok za Medvjede pogodak upisuje tek Kenny MacAulay kojem je to bio ujedno i prvi pogodak kako u dresu Medveščaka tako i u EBEL-u općenito. U doslovce posljednjoj sekundi Harry Lange, kapetan austrijske momčadi, šalje pločicu u praznu mrežu te zaključuje pobjedu Graza sa 6:3. Nakon još jednog poraza Medveščak se našao u priličnoj teškoj situaciji s obzirom na to da je gubio 2:0 u seriji.
Treća utakmica: U trećoj utakmici, 25. veljače 2010. godine, Medvjedi su opet gostovali u Grazu. Osim s nepovoljnim ukupnim rezultatom serije momčad se morala suočiti s još nekoliko neugodnih situacija. Naime, Conrad Martin biva kažnjen sa šest utakmica neigranja, od strane disciplinske komisije EBEL-a, zbog nasrtaja laktom na Christophera Haranda, hokejaša Graz 99ersa, u drugoj utakmici četvrtfinala. Harandu je nastradao nos, ali za svoju momčad ipak je zaigrao. Martin je tako veliku kaznu dobio ujedno i zbog činjenice da je prije toga, u regularnom dijelu sezone, dvaput dobivao suspenzije.
 
Iako je bio u momčadi Robert Kristan nije bio na vratima Medveščaka. Naime, slovenski vratar nakon druge utakmice četvrtfinala uhvaćen je u alkoholiziranom stanju za upravljačem vozila, prema alkotestu 1,8 promila, te mu je na Prekršajnom sudu u Zagrebu izrečena uvjetna kazna od osam dana zatvora koju će morati izvršiti ako isto počini u narednih šest mjeseci. Kristan se ispričao za svoje nesportsko ponašanje, a klub ga je, dan poslije, kaznio novčanom kaznom od 5 000 kuna. Za taj iznos klub je osigurao ulaznice za navijače koji su odlučili bodriti Medvjede u četvrtoj utakmici u Grazu.

Iako uzdrman zbog svega navedenog Medveščak je u utakmicu ušao dobro. U prvih dvadeset minuta mreže su mirovale, ali početkom druge trećine Medvjedi i u trećoj utakmici za redom prvi postižu pogotke. Nakon samo 44 sekunde igre Mike Ouellette postiže svoj prvi pogodak, a tri i pol minute kasnije i drugi. Pri oba gola asistenti su bili T. J. Guidarelli i John Hečimović. Međutim, kao i u prethodne dvije utakmice, Graz 99ers uspijeva se vratiti u utakmicu. Još u drugoj trećini smanjili su na 2:1, a samo minutu prije kraja regularnog dijela utakmice izjednačuju rezultat preko Warrena Norrisa.

Austrijski predstavnik u potpunosti je preuzeo inicijativu u produžetku dok su Medvjedi tek u nekoliko navrata ostvarili izgledne kontranapade. Međutim, upravo jedan od tih kontranapada u 16. minuti produžetka urodio je plodom. S plave linije Kenny MacAulay upućuje precizan udarac i postiže odlučujući pogodak. U svojoj prvoj utakmici u doigravanju Gašper Krošelj iskazao se na vratima Medveščaka ostvarivši postotak obrana od 95% (37 udaraca na gol, 35 obrana). S tom pobjedom Medvjedi su smanjili ukupni rezultat serije, ali i ujedno povećali mogućnost preokreta rezultata, odnosno, pozitivnog ishoda četvrtfinala.

Četvrta utakmica: Četvrtu utakmicu Medvjedi su odigrali 28. veljače 2010. godine u Ledenoj dvorani Doma sportova. Kristan je i dalje bio u momčadi, ali među vratnicama je prednost dobio Krošelj – što zbog Kristanovog incidenta, što zbog Krošeljevog dobrog nastupa u prošloj utakmici. U regularnom dijelu sezone zagrebačka momčad nije niti jednom slavila na domaćem ledu protiv Graz 99ersa, a negativan niz produljio se i na doigravanje. Stoga su Medvjedi morali prekinuti taj crni niz da bi ujedno izjednačili ukupan rezultat serije. To im je i uspjelo te upisuju prvu pobjedu na domaćem ledu protiv Graza, a Krošelj biva još uvjerljiviji zadržavši vlastitu mrežu netaknutom.

Bez obzira na prilike, pogodaka u prvih dvadeset minuta nije bilo, ali u drugoj trećini stvari se mijenjaju. Medveščak uspijeva izdržati obrambeno s dva igrača manje, a pri povratku na led, nakon dvominutne kazne, prvi pogodak postiže Brad Smyth iz kontranapada. Graz je imao nekoliko pravih prilika za izjednačenje, ali Krošelj je bio neumoljivo raspoložen. Početkom posljednje trećine, s igračem više, Medvjedi postižu i drugi pogodak – strijelac je bio Mike Ouellette, a asistirao mu je MacAulay. Do kraja utakmice domaćini su nastavili s impresivnim nastupom, ponajviše u obrani, a dvije i pol minute prije kraja, na asistenciju Aarona Foxa, novim pogotkom utakmicu zaključuje Jeff Heerema te Medveščak slavi s uvjerljivih 3:0.

Na taj način Medvjedi su izjednačili ukupan rezultat serije (2:2) te osigurali mogućnost za preokret.

Peta utakmica: Petu četvrtfinalnu utakmicu doigravnja KHL Medveščak odigrao je 2. ožujka 2010. godine u gostima kod Graza. Bilo je to treće gostovanje u seriji, a do tad je zagrebačka momčad zabilježila po jednu pobjedu i poraz. Vrata Medvjeda branio je Gašper Krošelj kojemu je to bila treća utakmica u nizu. Medvjede je bodrilo tristotinjak navijača kojima je klub osigurao besplatne ulaznice kao zahvalu za neizostavnu podršku, ali i kao ispriku za nesportsko ponašanje vratara Kristana.

Za razliku od prethodne dvije utakmice ovaj put su postignuti pogodci u prvoj trećini, a sve su ih postigli domaći hokejaši. Naime, Graz 99ers dobili su prvu trećinu s 3:0, a čak dva pogotka postignuta su u manje od deset minuta. Četiri minute prije kraja prvih dvadeset minuta austrijski predstavnik dobiva priliku iz kaznenog udarca, a Warren Norris to i iskorištava, postignuvši svoj drugi pogodak na utakmici. U drugoj trećini Medvjedi pružaju žešći otpor, a takav pristup urodio je i pogotkom Mikea Prpicha u 13. minuti. Međutim, više od toga nisu uspjeli s obzirom na to da je Sebastian Charpentier, vratar Graz 99ersa, uspio obraniti dobre pokušaje Smytha i Serticha. No, ono što nije uspjelo u drugoj, uspjelo je u trećoj trećini – izjednačenje. Ono je stiglo kroz sedam minuta igre s igračem više, a za što je zaslužan kažnjeni hokejaš domaćina Stefan Herzog. Medvjedi postižu dva pogotka te izjednačuju na 3:3 prvo preko Andy Serticha, a potom preko Mikea Ouellettea. Pred sam kraj regularnog dijela utakmice Medveščak se uspijeva obraniti s čak dva igrača manje.

Produžetak ovaj put nije dugo trajao, a sve zahvaljujući spretnosti i upornošću asistenta Joela Prpica i strijelca Brada Smytha koji su nakon samo minute i pol riješili sve dvojbe te s pobjedom od 4:3 izvršili dvostruki preokret – prvo u samoj utakmici, a s novom pobjedom i u ukupnom rezultatu serije (3:2). Tako su se Medvjedi našli tek jednu pobjedu daleko od prolaska u polufinale.

Šesta utakmica: Četvrtu pobjedu, ujedno i četvrtu u nizu, te prolazak u polufinale doigravanja Medvjedi su potvrdili u šestoj utakmici 4. ožujka 2010. godine u Ledenoj dvorani Doma sportova koja je bila ispunjena iznad svojih mogućnosti. Domaćim navijačima podršku na tribinama svojim prisustvom dali su i navijači slovenske Tilia Olimpije i mađarske Albe Volan.

Utakmicu su s dvije izgledne prilike otvorili Graz 99ersi, ali prvi pogodak ipak postižu Medvjedi, odnosno, T. J. Guidarelli na asistenciju Johna Hečimovića. I drugi pogodak postigao je Guidarelli koji je oteo pločicu u svojoj trećini te uspio slomiti austrijsku obranu i vratara Sebastiana Charpentiera. Medvjedi su pritom igrali s igračem manje s obzirom na to da je pod dvominutnom kaznom bio kapetan Alan Letang. Međutim, već u sljedećem napadu 99ersi koriste igrača više i postižu pogodak preko Orazea, pa je prvih dvadeset minuta završilo rezultatom 2:1. U drugoj trećini gostujući hokejaši vršili su pritisak na vrata Medveščaka, ali Gašper Krošelj bio je nesavladiv. Na sve pokušaje Graza domaćini su odgovorili još jednim pogotkom. Strijelac za 3:1 bio je Kenny MacAulay na asistenciju Hečimovića.

U posljednjoj trećini Krošelj je nastavio s dobrim obranama, ali austrijski predstavnik iskorištava igrača više te Rodney Jarrett smanjuje na 3:2. Međutim, mogućnost preokreta rezultata ubrzo je odagnao Mike Ouellette s novim pogotkom nakon snažnog udarca Hečimovića kojim je čak izbio i palicu iz ruku Charpentiera. Tri minute prije kraja Graz vadi vratara te kreće na sve ili ništa, ali i na to ubrzo Medvjedi daju svoj odgovor pogotkom Ouellettea za konačnih 5:2.

S tom pobjedom Medveščak je načinio i onaj posljednji korak do polufinala te sebi omogućio i manji odmor prije prve polufinalne utakmice. Ukupni rezultat serije, nakon šest odigranih utakmica, bio je 4:2.

### Polufinale
U polufinalu, drugom krugu doigravanja, Medvjedi su protiv Red Bull Salzburga odigrali pet utakmica pri čemu je ukupan rezultat serije bio 1:4 (doma: 0:2, u gostima: 1:2. Omjer golova bio je 8:16. Zagrebačka momčad odigrala je dvije utakmice na domaćem ledu te ostvarila ukupno posjećenost od 13 400 gledatelja. Iako su, zapravo, dobro parirali protivniku to se nije odrazilo i na rezultat serije. Medvjedi su upisali dva poraza u prvim utakmicama da bi potom iznenadili i pobijedili u trećem ogledu. Međutim, u sljedeće dvije utakmice Red Bull Salzburg ne dopušta nikakva iznenađenja te s dvije pobjede osigurava prolazak u finale doigravanja. Za KHL Medveščak bio je to kraj natjecanja u doigravanju, odnosno, sveukupne sezone.

Prva utakmica: Prvu polufinalnu utakmicu u doigravanju EBEL-a KHL Medveščak odigrao je 9. ožujka 2010. godine u gostima. U prvih dvadeset minuta mreže su mirovale, ali zato nakon samo tri minute u drugom dijelu Salzburg dolazi do vodstva od 1:0. Na vratima zagrebačke momčadi bio je raspoloženi Gašper Krošelj koji je obranio udarac Manuela Latuse, ali pločica se potom odbila do Ryana Duncana koji postiže pogodak. Desetak minuta kasnije Red Bull Salzburg povećava svoje vodstvo na 2:0 preko Douglasa Lyncha. U posljednjoj trećini rezultat se nije mijenjao iako su Medvjedi i dalje dobro parirali domaćinu, a pred sam kraj utakmice čak minutu i pol igrali bez vratara.
Druga utakmica: Prvu polufinalnu utakmicu na domaćem ledu Medvjedi su odigrali 11. ožujka 2010. godine pred punom Ledenom dvoranom Doma sportova. Međutim, od samog početka utakmice sve je krenulo u krivom smjeru. Već u prvih pet minuta Medveščak je primio dva pogotka, a oba je postigao Ryan Duncan. Ted Sator, trener domaće momčadi, mijenja neraspoloženog Gašpera Krošelja te u igru uvodi prvog vratara Roberta Kristana. Do kraja prve trećine Medvjedi nisu primili pogodak, ali iz malobrojnih prilika nisu ga niti postigli.

U drugoj trećini Medveščak je poboljšao svoju igru, ali pogodak nije uspio postići iako je imao dovoljno prilika. Štoviše, jedini pogodak postigao je Manuel Latusa iz kontranapada. Početkom posljednje trećine jedini pogodak za Medvjede upisuje kapetan Alan Letang na asistenciju Guidarellija i Ouellettea. Svoju drugu pobjedu u seriji Red Bull Salzburg potvrdio je sredinom trećine postignuvši dva pogotka u razmaku od tri minute. Strijelci su bili Michael Schiechl i Daniel Welser.
Treća utakmica: Treću polufinalnu utakmicu Medvjedi su odigrali na gostovanju u Salzburgu 14. ožujka 2010. godine. Zagrebačkoj momčadi vratio se Conrad Martin koji je odradio kaznu od šest utakmica neigranja. Na vrata Medveščaka u potpunosti se vratio prvi vratar Robert Kristan koji je još jednom bio iznimno raspoložen.

Medvjedi su u utakmicu ušli odlično te već nakon minute i pol poveli s 1:0. Strijelac je bio Rok Jakopič kojemu je asistirao Marko Lovrenčić. Nakon toga Red Bull Salzburg imao je igrača više čak u pet navrata, ali to nisu uspjeli iskoristiti. Brojne promašaje domaćina kaznili su Medvjedi koji su pak iskoristili svoju priliku s igračem više. Na 2:0 povisio je John Hečimović te tako zaključio prvih dvadeset minuta.

U drugoj trećini Medveščak je nastavio sa svojom dobrom igrom te ubrzo povećava svoje vodstvo u dva navrata. Prvo je pogodak postigao Kenny MacAulay s plave linije, a potom je Aaron Fox povisio na 4:0 u samostalnom prodoru.  Nakon toga austrijska momčad mijenja vratara te rezervni vratar David Leneveu zauzima poziciju prvog vratara Reinharda Divisa. Upravo tad Red Bull Salzburg pojačava svoje napade, a četiri minute prije kraja druge trećine Manuel Latusa postiže pogodak za 4:1.

U posljednjoj trećini Medvjedi su nastavili s igrom iz prethodnih trećina, ali s većim naglaskom na obranu. Domaćini su pokušavali postići još koji pogodak, ali Kristan, uz veliku pomoć suigrača u obrani, nije propustio niti jednu pločicu u svoju mrežu. S konačnih 4:1 Medvjedi su upisali svoju prvu pobjedu u polufinalu te smanjili rezultat serije na 2:1.
Četvrta utakmica: Četvrtu polufinalnu utakmicu Medveščak je odigrao 16. ožujka 2010. godine na svom ledu, pri čemu je većina navijača bila odjevena u klupskoj, plavoj, boji na poziv za istim od strane kapetana Alana Letanga. Nažalost, ni već uobičajena podrška navijača ni plavetnilo Ledene nije spasilo Medvjede od trećeg poraza u seriji.

Medveščak je započeo utakmicu prilično agresivno i u prvih pet minuta vršio značajan pritisak na austrijsku obranu, ali David Leneveu, vratar Red Bull Salzburga, ostao je nesvladan. Nakon početnog pritiska gosti odgovaraju s dva pogotka u razmaku od četiri minute - prvi je postigao Daniel Wesler, a drugi Jonathan Filewich. Ubrzo nakon toga domaćini odgovaraju. U 13. minuti Jeff Hereema smanjuje na 2:1, pri čemu su mu asistirali Brad Smyth i Joel Prpic. Nažalost, bio je to jedini pogodak u mreži Leneveua. U drugoj trećini Medveščak je pokušavao vratiti se u utakmicu u potpunosti, ali usprkos inicijativi to mu nije uspjelo. Minutu prije kraja druge trećine Filewich postiže još jedan pogodak.

Iako je još bilo sve otvoreno Medvjedi su u posljednju trećinu ušli loše i prokockali svaku nadu u mogući preokret. Naime, nakon samo minute igre Red Bull Salzburg povećava vodstvo na 4:1 preko Brenta Aubina koji šalje pločicu iza Kristanovih leđa. Nakon toga domaćini su pokušali sve kako bi promijenili rezultat, ali to im jednostavno nije uspjevalo. Sam kraj utakmice gosti su mirno kontrolirali, a Medvjedi su gubili strpljenje i živce na razne male provokacije na ledu te su upisali nekoliko minuta kazni. Salzburg je sve to iskoristio za posljednji pogodak na utakmici. Strijelac za konačnih 5:1 bio je Michael Siklenka.

S tim porazom Medvjedi su se doveli u neugodnu situaciju s obzirom na to da je austrijskoj momčadi bila dovoljna jedna pobjeda za finale doigravanja.
Peta utakmica: Svoju petu polufinalnu utakmicu i ujedno posljednju utakmicu u doigravanju EBEL-a Medveščak je odigrao 18. ožujka 2010. godine u Salzburgu. Zagrebačkoj momčadi nedostajao je jedino Conrad Martin koji je susret morao propustiti zbog kazne neigranja dobivene u prethodnoj utakmici.

Medveščak je još jednom utakmicu otvorio vrlo dobro, uz prilično agresivan pristup, ali opet nisu uspjeli ostvariti ništa više od primjetnog pritiska na suparnička vrata. Štoviše, već u petoj minuti Daniel Welser postiže pogodak te dovodi Red Bull Salzburg u vodstvo od 1:0. I dalje su Medvjedi pokušavali i stvarali prilike, ali do kraja prve trećine rezultat se nije mijenjao. I u drugih dvadeset minuta Medvjedi su još više pritiskali, ali mreža vratara Davida Leneveua ostala je netaknuta. Domaćin je pak opet postigao pogodak, a strijelac je ovaj put bio kapetan Thomas Koch.

U posljednjoj trećini početnu inicijativu preuzeli su domaćini te u devetoj minuti povisili svoje vodstvo na 3:0 pogotkom Michaela Siklenke. Samo minutu poslije Medvjedi napokon postižu pogodak nakon silnih pokušaja i promašaja. Strijelac je bio John Hečimović na asistenciju T. J. Guidarellija i Andyja Serticha. Ubrzo nakon toga Mike Ouellette i John Hečimović zaradili su isključenja te se činilo da je i posljednja nada umrla, ali minutu prije kraja utakmice kapetan Alan Letang, na asistenciju Guidarellija i Joela Prpica, postiže pogodak i smanjuje na 3:2. Robert Kristan napustio je led te su Medvjedi, u dramatičnoj završnici, s igračem više pokušali izjednačiti, ali to im ipak nije uspjelo.

S tim porazom Medveščak je završio svoju impresivnu debitantsku sezonu u EBEL-u. Red Bull Salzburg, s ukupnim rezultatom serije 4:1, prošao je u finale doigravanja.

### Raspored i rezultati utakmica
Pobjeda      Poraz

PR = produžetak, UR = ukupni rezultat serije (Medveščak:protivnik)
| Doigravanje 2010. - ČETVRTFINALE - 6 utakmica, ukupni rezultat serije 4:2 (doma: 2:1, u gostima: 2:1) | Doigravanje 2010. - ČETVRTFINALE - 6 utakmica, ukupni rezultat serije 4:2 (doma: 2:1, u gostima: 2:1) | Doigravanje 2010. - ČETVRTFINALE - 6 utakmica, ukupni rezultat serije 4:2 (doma: 2:1, u gostima: 2:1) | Doigravanje 2010. - ČETVRTFINALE - 6 utakmica, ukupni rezultat serije 4:2 (doma: 2:1, u gostima: 2:1) | Doigravanje 2010. - ČETVRTFINALE - 6 utakmica, ukupni rezultat serije 4:2 (doma: 2:1, u gostima: 2:1) | Doigravanje 2010. - ČETVRTFINALE - 6 utakmica, ukupni rezultat serije 4:2 (doma: 2:1, u gostima: 2:1) | Doigravanje 2010. - ČETVRTFINALE - 6 utakmica, ukupni rezultat serije 4:2 (doma: 2:1, u gostima: 2:1) | Doigravanje 2010. - ČETVRTFINALE - 6 utakmica, ukupni rezultat serije 4:2 (doma: 2:1, u gostima: 2:1) | Doigravanje 2010. - ČETVRTFINALE - 6 utakmica, ukupni rezultat serije 4:2 (doma: 2:1, u gostima: 2:1) | Doigravanje 2010. - ČETVRTFINALE - 6 utakmica, ukupni rezultat serije 4:2 (doma: 2:1, u gostima: 2:1) |
| --- | --- | --- | --- | --- | --- | --- | --- | --- | --- |
| # | Datum                                                                                                 | Domaćin                                                                                               | Rezultat                                                                                              | Gost                                                                                                  | PR | Gledatelja                                                                                            | UR | Izvještaj                                                                                             | Detalji                                                                                               |
| 1 | 21. veljače 2010.                                                                                     | Graz 99ers                                                                                            | 2:1                                                                                                   | Medveščak                                                                                             | - | 3 000                                                                                                 | 0:1                                                                                                   | | Arhivirana inačica izvorne stranice od 24. veljače 2010. (Wayback Machine)                            |
| 2 | 23. veljače 2010.                                                                                     | Medveščak                                                                                             | 3:6                                                                                                   | Graz 99ers                                                                                            | - | 6 000                                                                                                 | 0:2                                                                                                   | | Arhivirana inačica izvorne stranice od 27. veljače 2010. (Wayback Machine)                            |
| 3 | 25. veljače 2010.                                                                                     | Graz 99ers                                                                                            | 2:3                                                                                                   | Medveščak                                                                                             | 15:49                                                                                                 | 3 000                                                                                                 | 1:2                                                                                                   | | Arhivirana inačica izvorne stranice od 28. veljače 2010. (Wayback Machine)                            |
| 4 | 28. veljače 2010.                                                                                     | Medveščak                                                                                             | 3:0                                                                                                   | Graz 99ers                                                                                            | - | 6 200                                                                                                 | 2:2                                                                                                   | | Arhivirana inačica izvorne stranice od 17. prosinca 2010. (Wayback Machine)                           |
| 5 | 2. ožujka 2010.                                                                                       | Graz 99ers                                                                                            | 3:4                                                                                                   | Medveščak                                                                                             | 1:36                                                                                                  | 3 100                                                                                                 | 3:2                                                                                                   | | Arhivirana inačica izvorne stranice od 6. ožujka 2010. (Wayback Machine)                              |
| 6 | 4. ožujka 2010.                                                                                       | Medveščak                                                                                             | 5:2                                                                                                   | Graz 99ers                                                                                            | - | 7 500                                                                                                 | 4:2                                                                                                   | | Arhivirana inačica izvorne stranice od 7. ožujka 2010. (Wayback Machine)                              |

| Doigravanje 2010. - POLUFINALE - 5 utakmica, ukupni rezultat serije 1:4 (doma: 0:2, u gostima: 1:2) | Doigravanje 2010. - POLUFINALE - 5 utakmica, ukupni rezultat serije 1:4 (doma: 0:2, u gostima: 1:2) | Doigravanje 2010. - POLUFINALE - 5 utakmica, ukupni rezultat serije 1:4 (doma: 0:2, u gostima: 1:2) | Doigravanje 2010. - POLUFINALE - 5 utakmica, ukupni rezultat serije 1:4 (doma: 0:2, u gostima: 1:2) | Doigravanje 2010. - POLUFINALE - 5 utakmica, ukupni rezultat serije 1:4 (doma: 0:2, u gostima: 1:2) | Doigravanje 2010. - POLUFINALE - 5 utakmica, ukupni rezultat serije 1:4 (doma: 0:2, u gostima: 1:2) | Doigravanje 2010. - POLUFINALE - 5 utakmica, ukupni rezultat serije 1:4 (doma: 0:2, u gostima: 1:2) | Doigravanje 2010. - POLUFINALE - 5 utakmica, ukupni rezultat serije 1:4 (doma: 0:2, u gostima: 1:2) | Doigravanje 2010. - POLUFINALE - 5 utakmica, ukupni rezultat serije 1:4 (doma: 0:2, u gostima: 1:2) | Doigravanje 2010. - POLUFINALE - 5 utakmica, ukupni rezultat serije 1:4 (doma: 0:2, u gostima: 1:2) |
| --------------------------------------------------------------------------------------------------- | --------------------------------------------------------------------------------------------------- | --------------------------------------------------------------------------------------------------- | --------------------------------------------------------------------------------------------------- | --------------------------------------------------------------------------------------------------- | --------------------------------------------------------------------------------------------------- | --------------------------------------------------------------------------------------------------- | --------------------------------------------------------------------------------------------------- | --------------------------------------------------------------------------------------------------- | --------------------------------------------------------------------------------------------------- |
| #                                                                                                   | Datum                                                                                               | Domaćin                                                                                             | Rezultat                                                                                            | Gost                                                                                                | PR                                                                                                  | Gledatelja                                                                                          | UR                                                                                                  | Izvještaj                                                                                           | Detalji                                                                                             |
| 1                                                                                                   | 9. ožujka 2010.                                                                                     | Red Bull Salzburg                                                                                   | 2:0                                                                                                 | Medveščak                                                                                           | -                                                                                                   | 2 700                                                                                               | 0:1                                                                                                 | | Arhivirana inačica izvorne stranice od 11. ožujka 2010. (Wayback Machine)                           |
| 2                                                                                                   | 11. ožujka 2010.                                                                                    | Medveščak                                                                                           | 1:5                                                                                                 | Red Bull Salzburg                                                                                   | -                                                                                                   | 6 200                                                                                               | 0:2                                                                                                 | | |
| 3                                                                                                   | 14. ožujka 2010.                                                                                    | Red Bull Salzburg                                                                                   | 1:4                                                                                                 | Medveščak                                                                                           | -                                                                                                   | 3 200                                                                                               | 1:2                                                                                                 | | Arhivirana inačica izvorne stranice od 17. prosinca 2010. (Wayback Machine)                         |
| 4                                                                                                   | 16. ožujka 2010.                                                                                    | Medveščak                                                                                           | 1:5                                                                                                 | Red Bull Salzburg                                                                                   | -                                                                                                   | 7 200                                                                                               | 1:3                                                                                                 | | |
| 5                                                                                                   | 18. ožujka 2010.                                                                                    | Red Bull Salzburg                                                                                   | 3:2                                                                                                 | Medveščak                                                                                           | -                                                                                                   | 3 000                                                                                               | 1:4                                                                                                 | | Arhivirana inačica izvorne stranice od 17. prosinca 2010. (Wayback Machine)                         |

## Momčad
Ažurirano 5. veljače 2010.
| Br. | Nac. | Ime                | Poz | H/P | Datum rođenja       | Mjesto rođenja                            | U klubu od |
| --- | ---- | ------------------ | --- | --- | ------------------- | ----------------------------------------- | ---------- |
| 33  |      | Robert Kristan     | V   | L   | 4. travnja 1983.    | Jesenice, Slovenija                       | 2009.      |
| 32  |      | Gašper Krošelj     | V   | L   | 9. veljače 1987.    | Ljubljana, Slovenija                      | 2008.      |
| 4   |      | Miroslav Brumerčik | B   | D   | 10. rujna 1976.     | Zvolen, Slovačka                          | 2008.      |
| 28  |      | Alan Letang        | B   | L   | 4. rujna 1975.      | Renfrew, Ontario, Kanada                  | 2009.      |
| 48  |      | Kenny MacAulay     | B   | L   | 29. travnja 1984.   | Baddeck, Nova Scotia, Kanada              | 2010.      |
| 42  |      | Conrad Martin      | B   | D   | 25. listopada 1982. | Toronto, Ontario, Kanada                  | 2009.      |
| 2   |      | Richard Seeley     | B   | L   | 30. travnja 1979.   | Powell River, Britanska Kolumbija, Kanada | 2009.      |
| 15  |      | Andy Sertich       | B   | L   | 6. svibnja 1983.    | Colaraine, Minnesota, SAD                 | 2009.      |
| 55  |      | Chris Powers       | B/N | L   | 27. kolovoza 1985.  | Lynnfield, Massachusetts, SAD             | 2009.      |
| 27  |      | Dominik Kanaet     | N   | L   | 6. svibnja 1991.    | Zagreb, Hrvatska                          | 2010.      |
| 8   |      | John Hečimović     | LK  | D   | 31. ožujka 1984.    | Cambridge, Ontario, Kanada                | 2009.      |
| 9   |      | Marko Lovrenčić    | LK  | D   | 22. studenog 1982.  | Zagreb, Hrvatska                          | 2006.      |
| 19  |      | Mike Prpich        | LK  | L   | 27. ožujka 1982.    | Kenaston, Saskatchewan, Kanada            | 2009.      |
| 76  |      | Aaron Fox          | C   | L   | 19. svibnja 1976.   | Hastings, Minnesota, SAD                  | 2009.      |
| 10  |      | T. J. Guidarelli   | C   | D   | 27. siječnja 1977.  | Lakeville, Minnesota, SAD                 | 2009.      |
| 44  |      | Mike Ouellette     | C   | D   | 7. srpnja 1982.     | Kamloops, Britanska Kolumbija, Kanada     | 2009.      |
| 29  |      | Joel Prpic         | C   | L   | 25. rujna 1974.     | Sudbury, Ontario, Kanada                  | 2009.      |
| 22  |      | Sašo Rajsar        | C   | L   | 18. kolovoza 1988.  | Jesenice, Slovenija                       | 2009.      |
| 23  |      | Mislav Blagus      | DK  | L   | 10. lipnja 1991.    | Zagreb, Hrvatska                          | 2009.      |
| 16  |      | Jeff Heerema       | DK  | D   | 17. siječnja 1981.  | Thunder Bay, Ontario, Kanada              | 2009.      |
| 87  |      | Rok Jakopič        | DK  | L   | 11. srpnja 1987.    | Jesenice, Slovenija                       | 2009.      |
| 77  |      | Igor Lazić         | DK  | D   | 14. veljače 1992.   | Zagreb, Hrvatska                          | 2006.      |
| 11  |      | Brad Smyth         | DK  | D   | 13. ožujka 1973.    | Ottawa, Ontario, Kanada                   | 2009.      |

## Vodstvo kluba
| Stručni stožer kluba | Stručni stožer kluba | Stručni stožer kluba                          | Stručni stožer kluba      |
| Nac.                 | Ime                  | Funkcija                                      | Prijašnji klub            |
| -------------------- | -------------------- | --------------------------------------------- | ------------------------- |
|                      | Ted Sator            | glavni trener                                 | Alba Volán Székesfehérvár |
|                      | Danijel Kolombo      | pomoćni trener                                | nema                      |
|                      | Douglas Bradley      | direktor hokejaških operacija, pomoćni trener | Acroni Jesenice           |
|                      | Dragutin Ljubić      | pomoćni direktor hokejaških operacija         | nema                      |

## Kadrovske promjene tijekom sezone
Prvi igrač koji je napustio klub bio je američki napadač Jeff Corey. U deset odigranih utakmica Corey je postigao jedan gol te upisao tri asistencije, ali nakupio je i 35 kaznenih minuta. Vodstvo kluba odlučilo je otkazati suradnju s igračem te je 8. studenog 2009. godine Corey postao slobodan igrač. Njegovo mjesto u momčadi zauzeo je novi kanadski napadač Brad Smyth koji je u klub došao dva dana prije. Sa Smythom u klub je došao i mladi kanadsko-hrvatski napadač Jadran Beljo, međutim odigrao je tek nekoliko utakmica za KHL Medveščak II koji se natječe u slovenskoj hokejaškoj ligi te ubrzo napustio klub.

Studeni je bio buran mjesec za KHL Medveščak, barem što se tiče kadrovskih promjena. Početkom mjeseca u klub je došao kanadski branič Richard Seeley koji se, iako je imao stanku neigranja od jedanaest mjeseci zbog ozljede, pokazao kao dobro pojačanje. 23. studenog 2009. godine u klub je pristigao Jeff Heerema, iskusni kanadski napadač poznat po srodstvu s braćom Staal (Eric Staal, Jordan Staal i Marc Staal), zvijezdama NHL-a. S dolaskom Heereme došao je kraj sezone, barem što se tiče EBEL-a, za Matu Mlađenovića i Luku Žagara. Naime, Heerema je mogao biti registriran za sudjelovanje u ligi samo na način da mu se oslobodilo mjesto u momčadi koja je zbog velikog broja stranaca nakupila, prema propisima lige, dopuštenih 60 bodova po momčadi. Dvojac je otprije bio ozlijeđen (ozljede ramena i koljena) te je prebačen u KHL Medveščak II. Vanja Belić također je prebačen u podružnicu kluba, ali ponajprije zbog održavanja forme ususret svjetskom prvenstvu. Pored slovenskog vratara Roberta Kristana to nije bilo moguće za Belića.

Iako je u 25. kola uspio izboriti osmo mjesto u ligi, uz rekord 7-11-3-3, 24. studenog 2009. godine kanadski trener Enio Sacilotto dobio je otkaz te je njegovo mjesto preuzeo američki trener Ted Sator s iznimnim trenerskim iskustvom u američkom NHL-u (New York Rangers, Buffalo Sabres). Međutim, Sacilotto nije u potpunosti napustio ni klub ni Hrvatsku. Štoviše, 7. prosinca 2009. godine Sacilotto preuzima mjesto glavnog trenera KHL Medveščak II, ali i mjesto pomoćnika izbornika U-20 reprezentacije Hrvatske.
22. siječnja 2010. godine klub obznanjuje da je potpisao ugovor s kanadskim braničem Kennyjem MacAulayjem. On je pak došao iz AHL-a kao pojačanje ususret doigravanju u EBEL-u. S obzirom na to da je ozljeda koljena Robbyja Sandrocka bila ozbiljnijeg karaktera te činjenicu da igrač ne bi bio dostupan za doigravanje vodstvo kluba privremeno ga miče s popisa momčadi te ujedno oslobađa mjesto za novopridošlog braniča. 26. siječnja 2010. godine vodstvo kluba još jednom je potvrdilo dolazak novog braniča kao zamjenu za ozljeđenog Sandrocka, ali i obznanilo da raskida ugovor s Michaelom Novakom. Kao razlog raskida suradnje navedeno je nedisciplinarno ponašanje igrača te nepridržavanje klupskih obveza. Krajem siječnja u klub je tada privremeno došao i mladi hrvatski reprezentativac Dominik Kanaet iz slovačkog juniorskog kluba MHC Martin. Kanaet je trebao održavati formu u drugoj momčadi kluba, ali nakon tek jedne odigrane utakmice u Slohokej ligi vodstvo kluba 5. veljače 2010. godine prebacuje ga u prvu momčad. 
| Igrački kadar | Igrački kadar | Igrački kadar     | Igrački kadar | Igrački kadar      |
| Nac.          | Ime           | Pozicija, br.     | Promjena      | Datum              |
| ------------- | ------------- | ----------------- | ------------- | ------------------ |
|               | Jeff Corey    | desno krilo, #25  | napustio klub | 8. listopada 2009. |
|               | Jadran Beljo  | lijevo krilo      | napustio klub | studeni 2009.      |
|               | Michael Novak | lijevo krilo, #71 | napustio klub | 26. siječnja 2010. |

| Stručni kadar | Stručni kadar  | Stručni kadar | Stručni kadar                     | Stručni kadar                         |
| Nac.          | Ime            | Funkcija.     | Promjena                          | Datum                                 |
| ------------- | -------------- | ------------- | --------------------------------- | ------------------------------------- |
|               | Enio Sacilotto | glavni trener | otkaz; prelazi u KHL Medveščak II | 24. studenog 2009.; 7. prosinca 2009. |

| Igrački kadar | Igrački kadar  | Igrački kadar    | Igrački kadar | Igrački kadar      |
| Nac.          | Ime            | Pozicija, br.    | Promjena      | Datum              |
| ------------- | -------------- | ---------------- | ------------- | ------------------ |
|               | Brad Smyth     | desno krilo, #11 | došao u klub  | 6. listopada 2009. |
|               | Richard Seeley | branič, #2       | došao u klub  | 9. studenog 2009.  |
|               | Jeff Heerema   | desno krilo, #16 | došao u klub  | 23. studenog 2009. |
|               | Kenny MacAulay | branič, #48      | došao u klub  | 22. siječnja 2010. |
|               | Dominik Kanaet | napadač, #27     | došao u klub  | siječanj 2010.     |

| Stručni kadar | Stručni kadar | Stručni kadar | Stručni kadar | Stručni kadar      |
| Nac.          | Ime           | Funkcija.     | Promjena      | Datum              |
| ------------- | ------------- | ------------- | ------------- | ------------------ |
|               | Ted Sator     | glavni trener | zaposlen      | 24. studenog 2009. |

### Ostale bitnije promjene
| Igrački kadar | Igrački kadar   | Igrački kadar     | Igrački kadar                                                                     | Igrački kadar      |
| Nac.          | Ime             | Pozicija, br.     | Promjena                                                                          | Datum              |
| ------------- | --------------- | ----------------- | --------------------------------------------------------------------------------- | ------------------ |
|               | Vanja Belić     | vratar, #31       | prebačen u KHL Medveščak II                                                       | 23. studenog 2009. |
|               | Luka Žagar      | lijevo krilo, #13 | zbog ozljede maknut s popisa momčadi do kraja sezone, prebačen u KHL Medveščak II | 23. studenog 2009. |
|               | Mato Mlađenović | desno krilo, #14  | zbog ozljede maknut s popisa momčadi do kraja sezone, prebačen u KHL Medveščak II | 23. studenog 2009. |
|               | Robby Sandrock  | branič, #6        | zbog ozljede maknut s popisa momčadi do kraja sezone                              | 26. siječnja 2010. |

## Statistika igrača

### Regularna sezona
Ažurirano 20. veljače 2010.

#### Klizači
Bilješka: OU = odigrane utakmice, G = gol, A = asistencija, Bod = bodovi, +/- = plus/minus, KM = kaznene minute, GV = gol s igračem više, GM = gol s igračem manje, GO = gol odluke
| Br. | Nac. | Ime                | OU | G  | A  | Bod | +/- | KM  | GV | GM | GO |
| --- | ---- | ------------------ | -- | -- | -- | --- | --- | --- | -- | -- | -- |
| 12  |      | Saša Belić         | 0  | 0  | 0  | 0   | 0   | 0   | 0  | 0  | 0  |
| 4   |      | Miroslav Brumerčik | 52 | 1  | 4  | 5   | -8  | 67  | 0  | 0  | 0  |
| 28  |      | Alan Letang        | 50 | 10 | 19 | 29  | -10 | 36  | 5  | 1  | 1  |
| 48  |      | Kenny MacAulay     | 7  | 0  | 1  | 1   | -3  | 0   | 0  | 0  | 0  |
| 42  |      | Conrad Martin      | 49 | 6  | 13 | 19  | 7   | 181 | 4  | 0  | 0  |
| 16  |      | Luka Novosel       | 0  | 0  | 0  | 0   | 0   | 0   | 0  | 0  | 0  |
| 6   |      | Robby Sandrock     | 30 | 8  | 15 | 23  | -13 | 54  | 5  | 1  | 2  |
| 2   |      | Richard Seeley     | 28 | 1  | 6  | 7   | 6   | 69  | 0  | 0  | 0  |
| 15  |      | Andy Sertich       | 54 | 8  | 26 | 34  | 2   | 8   | 1  | 1  | 0  |
| 67  |      | Nikša Trstenjak    | 12 | 0  | 0  | 0   | -1  | 2   | 0  | 0  | 0  |
| 55  |      | Chris Powers       | 52 | 1  | 1  | 2   | -19 | 46  | 0  | 0  | 1  |
| 27  |      | Dominik Kanaet     | 4  | 2  | 0  | 2   | -1  | 0   | 0  | 0  | 0  |
| 8   |      | John Hečimović     | 49 | 20 | 19 | 39  | -3  | 38  | 8  | 0  | 5  |
| 9   |      | Marko Lovrenčić    | 47 | 3  | 3  | 6   | -9  | 42  | 0  | 0  | 0  |
| 19  |      | Mike Prpich        | 47 | 6  | 2  | 8   | -20 | 90  | 0  | 0  | 1  |
| 71  |      | Michael Novak      | 38 | 0  | 6  | 6   | -2  | 6   | 0  | 0  | 0  |
| 13  |      | Luka Žagar         | 14 | 0  | 2  | 2   | -2  | 8   | 0  | 0  | 0  |
| 20  |      | Veljko Žibret      | 0  | 0  | 0  | 0   | 0   | 0   | 0  | 0  | 0  |
| 76  |      | Aaron Fox          | 52 | 15 | 28 | 43  | -5  | 32  | 3  | 1  | 2  |
| 10  |      | T. J. Guidarelli   | 52 | 10 | 39 | 49  | 1   | 28  | 2  | 2  | 2  |
| 44  |      | Mike Ouellette     | 52 | 24 | 24 | 48  | 1   | 30  | 7  | 2  | 3  |
| 29  |      | Joel Prpic         | 54 | 15 | 28 | 43  | 6   | 143 | 4  | 2  | 2  |
| 22  |      | Sašo Rajsar        | 54 | 2  | 2  | 4   | -4  | 10  | 0  | 0  | 0  |
| 27  |      | Krešo Švigir       | 0  | 0  | 0  | 0   | 0   | 0   | 0  | 0  | 0  |
| 23  |      | Mislav Blagus      | 34 | 0  | 3  | 3   | 3   | 8   | 0  | 0  | 0  |
| 25  |      | Jeff Corey         | 10 | 1  | 3  | 4   | -8  | 35  | 0  | 0  | 0  |
| 16  |      | Jeff Heerema       | 28 | 7  | 17 | 24  | 10  | 26  | 4  | 1  | 2  |
| 87  |      | Rok Jakopič        | 32 | 2  | 4  | 6   | -9  | 6   | 0  | 0  | 1  |
| 77  |      | Igor Lazić         | 30 | 0  | 0  | 0   | 0   | 0   | 0  | 0  | 0  |
| 14  |      | Mato Mlađenović    | 2  | 0  | 0  | 0   | 0   | 2   | 0  | 0  | 0  |
| 11  |      | Brad Smyth         | 44 | 18 | 19 | 37  | 8   | 40  | 6  | 0  | 3  |
| 69  |      | Ivan Šijan         | 1  | 0  | 0  | 0   | 0   | 0   | 0  | 0  | 0  |

#### Vratari
Bilješka: OU = odigrane utakmice, OM = odigrane minute, UG = udarci na gol, PG = primljeni golovi, OB = (broj) obrana, PPG = prosjek primljenih golova, OB% = postotak (broja) obrana, KM = kaznene minute
| Br. | Nac. | Ime            | OU | OM   | UG   | PG  | OB   | PPG  | OB%  | KM |
| --- | ---- | -------------- | -- | ---- | ---- | --- | ---- | ---- | ---- | -- |
| 31  |      | Vanja Belić    | 4  | 153  | 98   | 11  | 87   | 2.80 | .887 | 0  |
| 33  |      | Robert Kristan | 48 | 2733 | 1491 | 151 | 1340 | 3.15 | .899 | 2  |
| 32  |      | Gašper Krošelj | 7  | 396  | 230  | 20  | 210  | 2.86 | .913 | 2  |

### Doigravanje
Ažurirano 20. ožujka 2010.

#### Klizači
Bilješka: OU = odigrane utakmice, G = gol, A = asistencija, Bod = bodovi, +/- = plus/minus, KM = kaznene minute, GV = gol s igračem više, GM = gol s igračem manje, GO = gol odluke
| Br. | Nac. | Ime                | OU | G | A  | Bod | +/- | KM | GV | GM | GO |
| --- | ---- | ------------------ | -- | - | -- | --- | --- | -- | -- | -- | -- |
| 4   |      | Miroslav Brumerčik | 11 | 0 | 0  | 0   | -7  | 6  | 0  | 0  | 0  |
| 28  |      | Alan Letang        | 11 | 3 | 2  | 5   | -1  | 10 | 0  | 1  | 0  |
| 48  |      | Kenny MacAulay     | 11 | 4 | 4  | 8   | 6   | 16 | 1  | 0  | 2  |
| 42  |      | Conrad Martin      | 4  | 0 | 0  | 0   | -2  | 31 | 0  | 0  | 0  |
| 2   |      | Richard Seeley     | 11 | 0 | 0  | 0   | -1  | 10 | 0  | 0  | 0  |
| 15  |      | Andy Sertich       | 11 | 1 | 4  | 5   | 1   | 2  | 1  | 0  | 0  |
| 55  |      | Chris Powers       | 11 | 0 | 0  | 0   | -6  | 6  | 0  | 0  | 0  |
| 27  |      | Dominik Kanaet     | 11 | 0 | 0  | 0   | 0   | 2  | 0  | 0  | 0  |
| 8   |      | John Hečimović     | 11 | 3 | 7  | 10  | 5   | 4  | 2  | 0  | 1  |
| 9   |      | Marko Lovrenčić    | 11 | 0 | 2  | 2   | 1   | 4  | 0  | 0  | 0  |
| 19  |      | Mike Prpich        | 11 | 1 | 0  | 1   | -1  | 26 | 0  | 0  | 0  |
| 76  |      | Aaron Fox          | 11 | 1 | 3  | 4   | -5  | 10 | 0  | 0  | 0  |
| 10  |      | T. J. Guidarelli   | 11 | 2 | 13 | 15  | 7   | 4  | 0  | 1  | 0  |
| 44  |      | Mike Ouellette     | 11 | 7 | 3  | 10  | 4   | 8  | 2  | 0  | 0  |
| 29  |      | Joel Prpic         | 11 | 0 | 4  | 4   | 0   | 46 | 0  | 0  | 0  |
| 22  |      | Sašo Rajsar        | 11 | 0 | 0  | 0   | -3  | 2  | 0  | 0  | 0  |
| 16  |      | Jeff Heerema       | 11 | 2 | 0  | 2   | -3  | 26 | 0  | 0  | 0  |
| 87  |      | Rok Jakopič        | 11 | 1 | 1  | 2   | -3  | 0  | 0  | 0  | 0  |
| 77  |      | Igor Lazić         | 3  | 0 | 0  | 0   | 0   | 0  | 0  | 0  | 0  |
| 11  |      | Brad Smyth         | 11 | 2 | 2  | 4   | -1  | 6  | 0  | 1  | 2  |

#### Vratari
Bilješka: OU = odigrane utakmice, OM = odigrane minute, UG = udarci na gol, PG = primljeni golovi, OB = (broj) obrana, PPG = prosjek primljenih golova, OB% = postotak (broja) obrana, KM = kaznene minute
| Br. | Nac. | Ime            | OU | OM  | UG  | PG | OB  | PPG  | OB%  | KM |
| --- | ---- | -------------- | -- | --- | --- | -- | --- | ---- | ---- | -- |
| 33  |      | Robert Kristan | 6  | 353 | 211 | 19 | 192 | 3.17 | .910 | 4  |
| 32  |      | Gašper Krošelj | 6  | 321 | 133 | 11 | 122 | 1.83 | .918 | 0  |

## Rekordi, prekretnice i činjenice

### Igrači
Ažurirano 6. veljače 2010.
| Prekretnice        | Prekretnice | Prekretnice         |
| Igrač              | Dostignuće | Datum               |
| ------------------ | --- | ------------------- |
| Robert Kristan     | 50. nastup u EBEL-u | 25. rujna 2009.     |
| Gašper Krošelj     | 1. nastup u EBEL-u | 4. prosinca 2009.   |
| Miroslav Brumerčik | 1. nastup u EBEL-u | 11. rujna 2009.     |
| Miroslav Brumerčik | 1. asistencija u EBEL-u 1. bod u EBEL-u | 4. listopada 2009.  |
| Miroslav Brumerčik | 1. gol u EBEL-u | 16. listopada 2009. |
| Kenny MacAulay     | 1. nastup u EBEL-u | 29. siječnja 2010.  |
| Kenny MacAulay     | 1. asistencija u EBEL-u 1. bod u EBEL-u | 2. veljače 2010.    |
| Conrad Martin      | 50. nastup u EBEL-u | 18. prosinca 2009.  |
| Robby Sandrock     | 50. nastup u EBEL-u | 20. rujna 2009.     |
| Robby Sandrock     | 50. bod u EBEL-u | 18. listopada 2009. |
| Andy Sertich       | 1. nastup u EBEL-u 1. gol u EBEL-u 1.bod u EBEL-u | 11. rujna 2009.     |
| Andy Sertich       | 1. asistencija u EBEL-u | 20. rujna 2009.     |
| Chris Powers       | 1. nastup u EBEL-u 1. nastup u profesionalnoj karijeri                                                                                                   | 11. rujna 2009.     |
| Chris Powers       | 1. gol u EBEL-u 1. bod u EBEL-u 1. gol u profesionalnoj karijeri 1. bod u profesionalnoj karijeri                                                        | 13. prosinca 2009.  |
| Chris Powers       | 1. asistencija u EBEL-u 1. asistencija u profesionalnoj karijeri                                                                                         | 27. prosinca 2009.  |
| Dominik Kanaet     | 1. nastup u EBEL-u 1. gol u EBEL-u 1. bod u EBEL-u 1. nastup u profesionalnoj karijeri 1. gol u profesionalnoj karijeri 1. bod u profesionalnoj karijeri | 5. veljače 2010.    |
| John Hečimović     | 1. nastup u EBEL-u 1. gol u EBEL-u 1. asistencija u EBEL-u 1. bod u EBEL-u                                                                               | 11. rujna 2009.     |
| Marko Lovrenčić    | 1. nastup u EBEL-u 1. gol u EBEL-u 1. bod u EBEL-u | 11. rujna 2009.     |
| Marko Lovrenčić    | 1. asistencija u EBEL-u | 22. rujna 2009.     |
| Mike Prpich        | 1. nastup u EBEL-u | 18. rujna 2009.     |
| Mike Prpich        | 1. gol u EBEL-u 1. bod u EBEL-u | 11. listopada 2009. |
| Mike Prpich        | 1. asistencija u EBEL-u | 23. listopada 2009. |
| Michael Novak      | 1. nastup u EBEL-u | 11. rujna 2009.     |
| Michael Novak      | 1. asistencija u EBEL-u 1. bod u EBEL-u | 2. listopada 2009.  |
| Aaron Fox          | 50. asistencija u EBEL-u | 11. rujna 2009.     |
| Aaron Fox          | 100. bod u EBEL-u | 25. listopada 2009. |
| Aaron Fox          | 100. nastup u EBEL-u | 29. studenog 2009.  |
| Aaron Fox          | 50. gol u EBEL-u | 13. prosinca 2009.  |
| T. J. Guidarelli   | 1. nastup u EBEL-u 1. gol u EBEL-u 1. bod u EBEL-u | 11. rujna 2009.     |
| T. J. Guidarelli   | 1. asistencija u EBEL-u | 22. rujna 2009.     |
| Mike Ouellette     | 1. nastup u EBEL-u | 11. rujna 2009.     |
| Mike Ouellette     | 1. gol u EBEL-u 1. asistencija u EBEL-u 1. bod u EBEL-u                                                                                                  | 13. rujna 2009.     |
| Joel Prpic         | 1. nastup u EBEL-u 1. asistencija u EBEL-u 1. bod u EBEL-u                                                                                               | 11. rujna 2009.     |
| Joel Prpic         | 1. gol u EBEL-u | 22. rujna 2009.     |
| Sašo Rajsar        | 1. nastup u EBEL-u | 11. rujna 2009.     |
| Sašo Rajsar        | 1. asistencija u EBEL-u 1. bod u EBEL-u | 30. listopada 2009. |
| Sašo Rajsar        | 1. gol u EBEL-u | 8. prosinca 2009.   |
| Mislav Blagus      | 1. nastup u EBEL-u | 11. rujna 2009.     |
| Mislav Blagus      | 1. asistencija u EBEL-u 1. bod u EBEL-u | 29. rujna 2009.     |
| Jeff Heerema       | 1. nastup u EBEL-u | 27. studenog 2009.  |
| Jeff Heerema       | 1. gol u EBEL-u 1. bod u EBEL-u | 4. prosinca 2009.   |
| Jeff Heerema       | 1. asistencija u EBEL-u | 13. prosinca 2009.  |
| Rok Jakopič        | 1. nastup za Medveščak | 17. studenog 2009.  |
| Rok Jakopič        | 1. gol za Medveščak 1. asistencija za Medveščak 1. bod za Medveščak                                                                                      | 15. siječnja 2010.  |
| Igor Lazić         | 1. nastup u EBEL-u | 11. rujna 2009.     |
| Brad Smyth         | 1. nastup u EBEL-u 1. asistencija u EBEL-u 1. bod u EBEL-u                                                                                               | 9. listopada 2009.  |
| Brad Smyth         | 1. gol u EBEL-u | 23. listopada 2009. |

### Klub
Ažurirano 20. veljače 2010.

Bilješka: Svi podaci odnose se isključivo na regularnu sezonu.

| Rekordi i činjenice                         | Rekordi i činjenice | Rekordi i činjenice |
| ------------------------------------------- | --- | ------------------- |
| Najviša posjećenost                         | 7 000 (4 utakmice: 27. listopada protiv Villacher SV-a, 30 listopada protiv KAC-a, 1. studenog protiv Grazz 99ersa, 13. prosinca protiv Acroni Jesenica) |                     |
| Najniža posjećenost                         | 4 500 (16. listopada protiv EHC LIWEST Black Wingsa) |                     |
| Prosjek posjećenosti                        | 5 942 (25 utakmica) |                     |
| Najduži niz maks. posjećenosti              | 3 utakmice (27. listopada protiv Villacher SV-a, 30 listopada protiv KAC-a, 1. studenog protiv Grazz 99ersa)                                             |                     |
| Najveća pobjeda                             | 7 - 2 (doma, 13. prosinca protiv Acroni Jesenica i u gostima, 5. veljače protiv Tilia Olimpije)                                                          |                     |
| Najveća pobjeda doma                        | 7 - 2 (13. prosinca protiv Acroni Jesenica) |                     |
| Najveća pobjeda u gostima                   | 7 - 2 (5. veljače protiv Tilia Olimpije) |                     |
| Najveći poraz                               | 7 - 0 (u gostima, 25. rujna protv KAC-a) |                     |
| Najveći poraz doma                          | 2 - 5 (29. rujna protiv Vienna Capitalsa) i 1 - 4 (29. studenog protiv Tilia Olimpije)                                                                   |                     |
| Najveći poraz u gostima                     | 7 - 0 (25. rujna protv KAC-a) |                     |
| Utakmica s najviše golova                   | 9 - 3 (poraz u gostima, 13. listopada protiv Red Bull Salzburga)                                                                                         |                     |
| Najviše pobjeda u nizu                      | 3 (20. – 27. studeni) |                     |
| Najviše pobjeda u nizu (s PR i RSP)         | 4 (8. – 17. siječnja) |                     |
| Najviše poraza u nizu                       | 4 (1. – 17. studenog) |                     |
| Najviše poraza u nizu (s PR i RSP)          | 7 (20. rujna - 6. listopada) |                     |
| Najviše nastupa                             | 54 - Andy Sertich, Joel Prpic i Sašo Rajsar |                     |
| Najviše golova                              | 24 - Mike Ouellette |                     |
| Najviše asistentcija                        | 39 - T.J. Guidarelli |                     |
| Najviše golova odluke                       | 5 - John Hečimović |                     |
| Najkorisniji igrač (bodovi)                 | 49 - T.J. Guidarelli |                     |
| Najbolji plus/minus                         | 10 - Jeff Heerema |                     |
| Najviše kaznenih minuta                     | 181 - Conrad Martin |                     |
| Najviše golova u utakmici                   | 3 - Aaron Fox (doma, 13. prosinca protiv Acroni Jesenica), Alan Letang (u gostima, 22. prosinca protiv Tilia Olimpije)                                   |                     |
| Najviše asistencija u utakmici              | 4 - Joel Prpic (u gostima, 5. veljače protiv Tilia Olimpije)                                                                                             |                     |
| Najviše bodova u utakmici                   | 5 - Aaron Fox (doma, 13. prosinca protiv Acroni Jesenica)                                                                                                |                     |
| Najviše kaznenih minuta u utakmici          | 29 - Joel Prpic (doma, 31. siječnja protiv Vienna Capitalsa)                                                                                             |                     |
| Najviše kaznenih minuta u utakmici (momčad) | 112 (u gostima, 25. rujna protiv KAC-a) |                     |
| Najmlađi igrač                              | Igor Lazić, 17. godina |                     |
| Najstariji igrač                            | Brad Smyth, 36. godina |                     |
| Prosjek godina momčadi                      | 27 |                     |
| Najniži igrač                               | Sašo Rajsar - 1,78 m |                     |
| Najviši igrač                               | Joel Prpic - 2,02 m |                     |
| Najlakši igrač                              | Igor Lazić, Mislav Blagus - 75 kg |                     |
| Najteži igrač                               | Joel Prpic - 97 kg |                     |

## Posjećenost
S ulaskom KHL Medveščak u austrijsku hokejsku ligu publika se vratila na tribine te podsjetila na zlatno doba kluba 80-ih. Nakon svršetka regularnog dijela sezone te doigravanja KHL Medveščak zaključio je svoj debitantski nastup u EBEL-u uz sveukupnu posjećenost od 190 850 gledatelja.

U regularnom dijelu sezone gotovo svaka utakmica bivala je rasprodana što je već na polovici sezone dovelo i do nezanemarivog podatka o povećanju ukupne gledanosti lige za čak 15%. Naime, u prvih petnaest domaćih utakmica odigranih u Ledenoj dvorani klub je zabilježio prosjek posjećenosti od 5 733 gledatelja po utakmici, to jest, sveukupno 86 000 gledatelja. Iako je zagrebačka momčad imala dvoranu s najvećim kapacitetom u svemu je ipak bio ključan odaziv publike. Najbolji pokazatelj ovog uspjeha kluba jest činjenica da je Medveščak gledalo više navijača nego hokejaše Jesenica, Linza i Red Bull Salzburga zajedno (76 786). Rekordnu gledanost, u smislu kapaciteta dvorane, KHL Medveščak ostvario je nekoliko puta u prvom dijelu sezone. Vodstvo kluba organiziralo je promotivnu akciju "Tjedan hokeja u Zagrebu" ponudivši navijačima gledanje triju utakmica po cijeni dviju. Akcija je vrijedila za utakmice protiv Villachera, KAC-a i Graz 99ersa (27. i 30. listopada i 1. studenog 2009.). Svaka od triju utakmica zabilježila je posjećenost od 7 000 gledatelja.

Kako je sezona odmicala potražnja je premašivala ponudu, pa mnogi nisu mogli ni doći do ulaznica koje su bivale rasprodane u nekoliko sati, a kasnije i u nekoliko minuta. Pojavio se i problem s preprodavačima ulaznica koji su iste kupovali u velikim količinama, a potom prodavali po znatnom višim cijenama. Vodstvo kluba reagiralo je na tu kontroverzu te posebnom regulacijom prodaje ulaznica ublažila tu nuspojavu.

U Ledenoj dvorani Doma sportova odigrano je 25 utakmica u regularnom dijelu sezone pri čemu je Medveščak imao podršku od ukupno 148 550 gledatelja, odnosno, prosjek od 5 942 gledatelja po utakmici. Dvije utakmice odigrane su na klizalištu Šalata u sklopu Šalata Winter Classica 2010. pri čemu je zabilježena posjećenost od 9 200 gledatelja. Sveukupna posjećenost utakmica Medveščaka u regularnoj sezoni tako je bila 157 750 gledatelja. S tim brojkama klub je uvelike pridonio u poboljšanju popularnosti lige što je vodstvo EBEL-a i obznanilo u svom godišnjem izvješću.

U doigravanju KHL Medveščak je odigrao pet utakmica na domaćem ledu te zabilježio posjećenost od 33 100 gledatelja. U dva navrata klub je zabilježio i posjećenost koja je nadmašivala sam kapacitet dvorane. Naime, 4. ožujka 2010. godine, na posljednjoj četvrtfinalnoj utakmici protiv Graz 99ersa, klub je ostvario posjećenost od 7 500 gledatelja te srušio vlastiti rekord, u smislu kapaciteta dvorane, iz regularne sezone. Prosjek posjećenosti po utakmici bio je 6 620 gledatelja.

### Regularna sezona
Ažurirano 20. veljače 2010.

Bilješka: KAP = kapacitet dvorane, OU = odigrane utakmice, GL = ukupno gledatelja, PGLPU = prosjek gledatelja po utakmici, IKAP% = postotak iskorištenosti kapaciteta
| #   | Klub                   | Dvorana                        | KAP   | OU | GL      | PGLPU | IKAP% |
| --- | ---------------------- | ------------------------------ | ----- | -- | ------- | ----- | ----- |
| 1.  | KHL Medveščak[b]       | Dom sportova                   | 6 300 | 25 | 148 550 | 5 942 | 94.32 |
| 2.  | Alba Volán             | Ledena dvorana Gábora Ocskayja | 3 500 | 27 | 82 370  | 3 051 | 87.17 |
| 3.  | Vienna Capitals        | Albert-Schultz-Eishalle        | 4 500 | 27 | 103 700 | 3 841 | 85.36 |
| 4.  | EC KAC[a]              | Stadthalle Klagenfurt          | 5 100 | 26 | 107 919 | 4 151 | 81.39 |
| 5.  | EC VSV                 | Stadthalle Villach             | 4 500 | 27 | 100 700 | 3 730 | 74.60 |
| 6.  | EHC LIWEST Black Wings | Donauhalle                     | 3 500 | 27 | 66 750  | 2 473 | 70.66 |
| 7.  | EC Red Bull Salzburg   | Eisarena Salzburg              | 3 500 | 27 | 62 279  | 2 307 | 65.91 |
| 8.  | Graz 99ers             | Eisstadion Graz-Liebenau       | 4 050 | 27 | 68 400  | 2 534 | 62.57 |
| 9.  | HK Acroni Jesenice     | Dvorana Podmežakla             | 4 000 | 27 | 44 867  | 1 662 | 41.55 |
| 10. | HDD Tilia Olimpija     | Dvorana Tivoli                 | 6 000 | 27 | 66 100  | 2 449 | 40.82 |

- a  U zbroju ukupnog broja gledatelja izostavljena je posjećenost od 30 500 gledatelja s KAC-ove winter classic utakmice (protiv Villacher SV-a) održane 9. siječnja 2010. na nogometnom stadionu Hypo Group Arena.[113]
- b  U zbroju ukupnog broja gledatelja izostavljena je posjećenost od 9 200 gledatelja sa Šalata Winter Classic 2010., odnosno dvije Medveščakove winter classic utakmice (protiv Villacher SV-a i Vienna Capitalsa) održane 29. i 31. siječnja 2010. godine na klizalištu Šalata.[114][72]

### Doigravanje
Ažurirano 6. travnja 2010.

Bilješka: KAP = kapacitet dvorane, OU = odigrane utakmice, GL = ukupno gledatelja, PGLPU = prosjek gledatelja po utakmici, IKAP% = postotak iskorištenosti kapaciteta
| #  | Klub                   | Dvorana                        | KAP   | OU | GL     | PGLPU | IKAP%  |
| -- | ---------------------- | ------------------------------ | ----- | -- | ------ | ----- | ------ |
| 1. | KHL Medveščak          | Dom sportova                   | 6 300 | 5  | 33 100 | 6 620 | 105.08 |
| 2. | Alba Volán             | Ledena dvorana Gábora Ocskayja | 3 500 | 2  | 7 000  | 3 500 | 100.00 |
| 3. | EC KAC                 | Stadthalle Klagenfurt          | 5 100 | 3  | 14 774 | 4 925 | 96.57  |
| 4. | EHC LIWEST Black Wings | Donauhalle                     | 3 500 | 9  | 29 600 | 3 289 | 93.97  |
| 5. | Vienna Capitals        | Albert-Schultz-Eishalle        | 4 500 | 7  | 29 500 | 4 214 | 93.65  |
| 6. | EC Red Bull Salzburg   | Eisarena Salzburg              | 3 500 | 10 | 30 500 | 3 050 | 87.14  |
| 7. | EC VSV                 | Stadthalle Villach             | 4 500 | 2  | 8 000  | 4 000 | 80.00  |
| 8. | Graz 99ers             | Eisstadion Graz-Liebenau       | 4 050 | 3  | 9 100  | 3 034 | 74.91  |

## Dresovi
Domaći dresovi za sezonu 2009./10. bili su standardne plave boje. Bočne strane dresa bile su tamnoplave boje te se s dvjema žutim linijama protezale sve do zadnje trećine rukava gdje su se spajaje. Spoj žute i tamnoplave boje nalazio se i na ovratniku. Logotip Medvjeda, u alternativnom obliku s glavnim krugom u bijeloj boji, nalazio se u sredini prednje strane dresa. Naziv kluba bio je ispisan bijelim slovima na bočnim stranama dresa. U lijevom kutu prednje strane dresa nalazio se popularni logotip “ZG U SRCU” u obliku registracijske oznake vozila. Na stražnjem dijelu dresa u sredini se nalazila oznaka broja, a ispod ime igrača. Pri vrhu oba rukava nalazio se alternativni logotip kluba te ispod njega oznaka broja igrača. Pri rubu bočnih strana dresa na lijevoj strani nalazile su se dvije oznake proizvođača dresa, a na desnoj strani oznaka EBEL-a za sudjelovanje u sezoni 2009./10. s logotipom kluba. 

Gostujući dresovi za sezonu 2009./10. bili su bijele boje. Sve ostale pojedinosti bile su istovjetne domaćem dresu izuzev logotipa kluba u sredini prednjeg dijela dresa koji je u svom standardnom obliku.

Pred sam kraj sezone, odnosno, u doigravanju klub je promijenio proizvođača dresova; dobavljač Fotex zamijenio je dotadašnji ProHockey. Iako su postojale male razlike one su bile tek tehničke prirode (dodan novi sponzor, završetak rukava je imao veću površinu žute boje, i sl.), odnosno, sveukupni dizajn dresa nije se mijenjao.

Na Šalata Winter Classic 2010. momčad je nastupala u posebnim retro dresovima koji su bili kombinacija nijansi plavih boja i bijele. Glavna boja dresa je bila malo svjetlija varijanta standardne plave boje. Sredina dresa (naprijed i straga, uključujući i rukave) imala je oveću tamnoplavu površinu omeđenu debljim bijelim linijama. Na tamnoplavom dijelu (naprijed) bio je natpis Šalata, a s njegove lijeve strane omanji logotip kluba dok je s desne strane bio sponzor. Ispod toga, na bijeloj liniji, stajao je natpis događaja, odnosno, Winter Classic 2010. Krajevi rukava završavali su s tamnoplavom i bijelom linijom. Na rukavima je izostao alternativni logotip kluba. Brojevi i prezimena igrača također su bila u posebnom fontu. Kao i na ostalim dresovima pri rubu bočnih strana dresa na lijevoj strani nalazile su se dvije oznake proizvođača dresa, a na desnoj strani oznaka EBEL-a za sudjelovanje u sezoni 2009./10. s logotipom kluba.

## Financiranje
KHL Medveščak svoju financijsku opstojnost održava najvećim dijelom kroz brojne sponzorske ugovore, ali i prodajom klupskih artikala, sezonskih ulaznica, itd. Pretpostavlja se da je u svojoj prvoj sezoni u EBEL-u klub uspio prodati oko tisuću sezonskih ulaznica. S obzirom na popularnost kluba i rasprodane utakmice sve više sponzora biva zainteresirano za klub. Grad Zagreb, odnosno Zagrebački športski savez nije sudjelovao u financiranju kluba u sezoni 2009./10. Iako službeno nije objavljeno, pretpostavlja se da je budžet KHL Medveščaka oko milijun i pol eura, što je recimo naspram Red Bull Salzburga, najbogatijeg kluba u EBEL-u, oko sedam puta manje.

## Mediji
U sezoni 2009./10. na teritoriju Republike Hrvatske u smislu televizijskih prijenosa popraćenost KHL Medveščaka bila je na minimumu. Naime, državna televizija HRT otkupila je tek neznatan broj domaćih utakmica, a povremeno je nudila i gostujuće utakmice iz Slovenije putem prijenosa privatne slovenske televizije Š1 (Šport TV). Nakon očiglednog rasta ili buđenja popularnosti hokeja na ledu HRT je u nekoliko navrata prenosio i utakmice iz Austrije. Privatna televizija SportKlub Hrvatska također je povremeno prenosila kako domaće tako i gostujuće utakmice (ponajprije gostujuće utakmice u Mađarskoj gdje prava na utakmice ima SportKlub Mađarska). Zbog oblika djelovanja austrijske privatne televizije Sky Austria, utakmice u njihovom vlasništvu nije moguće gledati izvan njihove mreže niti otkupiti njihova prava na distribuciju.
U ostalim medijima KHL Medveščak dobiva pristojnu pozornost. Većina hrvatskih tiskanih i internetskih medija redovno izvještavaju o utakmicama i drugim događanjima unutar kluba. Najpozornije praćenje Medvjeda obavlja internetski portal Sportnet s kojim klub ujedno surađuje u smislu vlastite E-trgovine.
Povratak popularnosti hokeja u Zagreb, odnosno, priču o KHL Medveščaku i njegovom ulasku u prestižnu austrijsku hokejsku ligu popratili su i brojni inozemni mediji. Najupečatljiviji su bili američki mediji Wall Street Journal i službeni portal NHL-a.

## Zanimljivosti
Tijekom sezone klub je u sudjelovao u nekoliko humanitarnih akcija, ali i u brojnim drugim društvenim događanjima. Tako su 15. prosinca 2009. godine hokejaši Robert Kristan i Marko Lovrenčić kao predstavnici Medveščaka sudjelovali u prikupljanju sredstava za Zakladu Ana Rukavina zaprimajući pozive građana u tzv. call-centru.

Samo dan poslije, 16. prosinca 2009. godine, klub je u Ledenoj dvorani Doma sportova održao, u suradnji sa svojom navijačkom skupinom Sektor B, druženje i klizanje s momčadi čiji povod je zapravo bila humanitarna akcija za udrugu Hrabri medo, odnosno, njihov projekt "Dom daleko od doma". Ulaz na događaj bio je moguć za kovanicu od pet kuna (medvjed) ili igračku medvjeda. Prikupljeno je 25 tisuća kuna i oko 1000 plišanih medvjedića i igračaka. Posjetitelji su mogli družiti se, fotografirati, pričati i klizati sa svim hokejašima Medveščaka, a osim toga mogli su kupiti i njihovu opremu (palice i klizaljke) te kolače njihovih majki, djevojki i supruga, a koje su također bile prisutne.

Klub je ostvario i suradnju s nevladinom udrugom Prijatelji životinja koja je Medvjede bodrila na utakmicama s transparentom "Prijatelji životinja vole Medvjede", a za uzvrat međusobne podrške hokejaš Luka Novosel sudjelovao je u akciji "Hrvatska bez krzna" te se pritom razodjenuo za prigodni plakat.

Sekotr B proslavio je svoj peti rođendan 10. siječnja 2010. godine počevši sa slavljem u petoj minuti prve trećine utakmice s ljubljanskom Tilia Olimpijom u Ledenoj dvorani Doma Sportova.

## Vanjske poveznice
- Službena stranica kluba  Arhivirana inačica izvorne stranice od 13. rujna 2009. (Wayback Machine)
- Erste Bank Eishockey Liga  Arhivirana inačica izvorne stranice od 7. veljače 2010. (Wayback Machine)